# МиГ-17

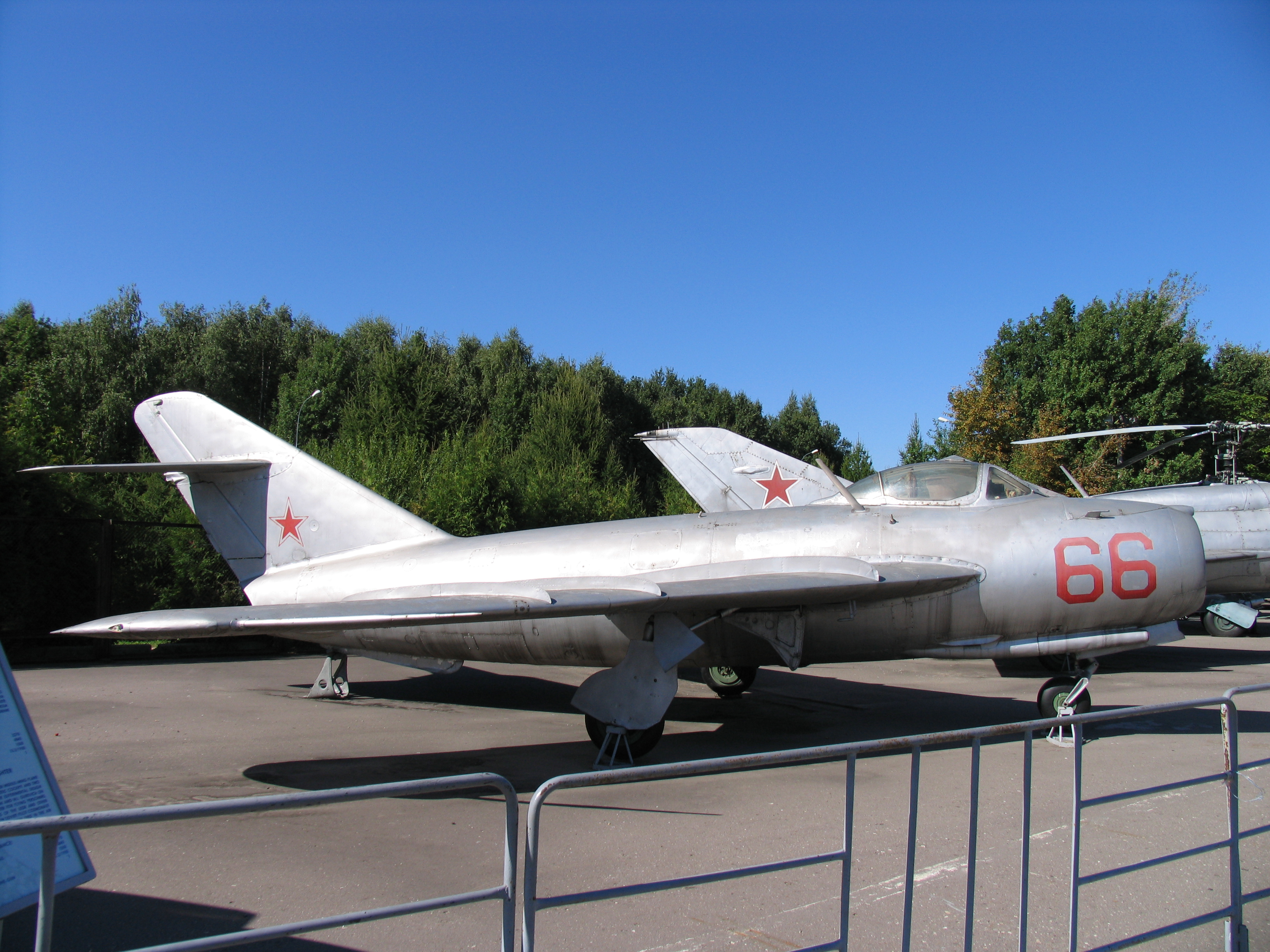
МиГ-17 в музее на Поклонной горе.

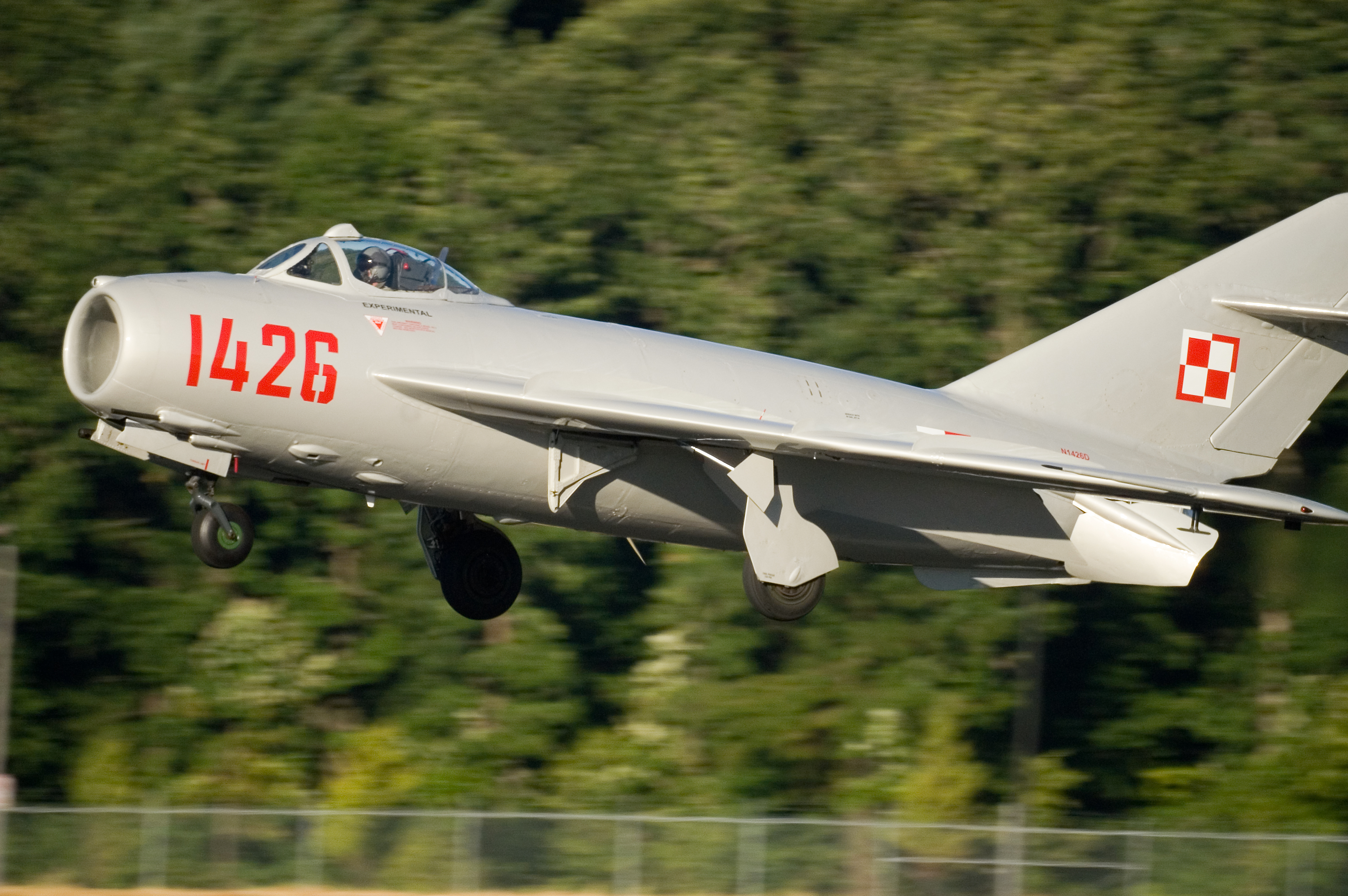
Lim-5 (МиГ-17Ф) на посадке.

МиГ-17 (изделие СИ, самолёт И-330, по кодификации НАТО: Fresco, Фре́скоу — англ. Фреска) — советский реактивный истребитель, разработанный опытным конструкторским бюро ОКБ-155 минавиапрома СССР, постройка опытных образцов велась на Московском  машиностроительном заводе № 155 1-го ГУ ГКАТ (условное наименование предприятия — п/я 4223). Ген. конструктор — академик А. И. Микоян. Первый полёт прототипа МиГ-17 состоялся 26.07.1949 г. Самолёт МиГ-17 предназначался для замены парка МиГ-15 как более совершенный. 
МиГ-17 первым из советских серийных истребителей допускал при снижении превышение скорости звука до 1,03М (без подвесных баков). 
Состоял на вооружении многих государств мира и применялся в ряде вооружённых конфликтов, в том числе в боевых действиях во Вьетнаме и на Ближнем Востоке.

## История создания
Полёты на истребителях МиГ-15 показали, что скорость этого самолёта вплотную приближается к звуковой. Однако преодолеть звуковой барьер не удавалось, а управлялся истребитель на околозвуковых скоростях очень плохо. Правда, в октябре 1949 года на доработанном МиГ-15, в пологом пикировании с высоты 12 000 метров удалось преодолеть заветный рубеж.
Успех МиГ-15 сделал неизбежным появление на свет его более совершенной модели — МиГ-17. В связи с этим ОКБ-155 развернуло работы по оснащению МиГ-15 новым крылом с углом стреловидности 45˚ по линии ¼ хорд, ранее испытанным в аэродинамических трубах ЦАГИ и на летающих моделях. Из-за необходимости сохранить центровку самолёта, крыло получило двойную стреловидность: от бортовой нервюры до полуразмаха — 45˚, а далее — 42˚ (углы стреловидности по передней кромке соответственно равнялись 49˚ и 45˚30'). Законцовки крыла выполнили скруглёнными, рассчитывая увеличить аэродинамическое качество. На внутренней поверхности каждой консоли добавили ещё по одному аэродинамическому гребню. Относительную толщину крыла уменьшили и улучшили его сопряжение с фюзеляжем.
Для доработки был взят МиГ-15бис с двигателем ВК-1, вооружённый двумя пушками НР-23 и одной Н-37. Прототип получил фирменный шифр СИ, а также именовался МиГ-15бис 45˚ (или МиГ-15бис «стрела 45»). Заднюю часть фюзеляжа удлинили на 900 мм, увеличили тормозные щитки и киль, установили подфюзеляжный гребень и гидроусилитель элеронов. Горизонтальное оперение выполнили заново с углом стреловидности по передней кромке 45˚, а форму носков рулей высоты изменили на полукруглую вместо эллиптической. Внутренний объём топлива снизился до 1412 литров.
Работы на заводе № 155 по изготовлению самолёта «СИ» продлились до июля 1949 года. Первый полёт под управлением Виктора Николаевича Юганова был совершен 26 июля 1949 года. Через месяц к испытаниям машины «СИ» подключился лётчик-испытатель И.Т. Иващенко. Полёты продолжались до 17 марта 1950 года, когда при снижении на высоте 5 000 метров самолёт сорвался в пикирование и разбился. Лётчик погиб. На втором самолёте «СИ-2» лётчик Г. А. Седов выявил причину разрушения первого «СИ». Ею оказалось разрушение рулей высоты при флаттере стабилизатора.
Госиспытания были проведены на предсерийных «СИ-01» и «СИ-02», перестроенных в 1951 году на заводе № 21 из серийных МиГ-15бис. Несмотря на нумерацию, «СИ-02» был готов раньше, 16 февраля, а «СИ-01» только в мае. Самолёты были оснащены радиостанцией РСИУ-3 «Клён», ответчиками системы распознавания СРО-1 «Барий-М», а также инструментальной системой посадки ОСП-48.
В результате госиспытаний были отмечены значительные преимущества прототипов перед серийным МиГ-15бис, и приказом МАП № 851 от 1 сентября 1951 года предписывалось начать производство МиГ-17.
Для дальнейшего улучшения лётных характеристик МиГ-17 требовалось обеспечить самолёт более мощной силовой установкой. Для этого был построен опытный самолёт с двигателем ВК-1Ф, оснащённым форсажной камерой. Передняя часть фюзеляжа была заимствована у МиГ-15бис, а заднюю изготовили заново, подогнав под форсажную камеру. Также была доработана топливная система. Крыло, шасси и некоторые другие агрегаты взяли у «СИ-02». Самолёт получил бортовой номер 850 и заводской шифр «СФ».
29 сентября 1951 года лётчик-испытатель А. Н. Чернобуров впервые поднял «СФ» в воздух. Заводские испытания продолжились до 1 ноября, а 16 февраля следующего года начались госиспытания.
Полёты на опытной машине показали, что благодаря использованию форсажного режима значительно увеличилась скороподъёмность, и существенно расширились возможности вертикального манёвра в воздушном бою. Прирост скорости в горизонтальном полёте, напротив, увеличился незначительно, как впоследствии выяснилось, из-за того, что планер МиГ-17 не был приспособлен к полёту на сверхзвуковой скорости.
В итоге несмотря на две аварии форсажной камеры МиГ-17 с двигателем ВК-1Ф был принят на вооружение под обозначением МиГ-17Ф, и уже в конце 1952 года самолёт пошёл в серийное производство.
Одновременно с работой по созданию фронтового истребителя ОКБ-155 занялось разработкой всепогодного перехватчика на основе МиГ-15. Первый вариант оснащался РЛС «Коршун» и получил заводской шифр «СП-2». Самолёт имел изменённую для установки РЛС носовую часть фюзеляжа, более мощные электрогенераторы, две пушки НР-23 с боезапасом 90 снарядов на левую и 120 снарядов на правую и возможность подвески 600 литровых ПТБ.
Заводские испытания начались в мае 1951 года, а государственные прошли с 28 ноября по 29 декабря того же года. По их итогам было признано, что перехватчик с РЛС «Коршун» не удовлетворяет требованиям ВВС.
В марте 1952 начались испытания РЛС РП-1 «Изумруд» на опытном самолёте «СП-5», перестроенном из МиГ-15бис, которая была признана военными наиболее подходящей для применения на одноместных истребителях.
Перехватчик с бесфорсажным двигателем ВК-1А, тремя пушками НР-23 и РЛС «Изумруд» получил заводской шифр «СП-7». В носовой части самолёта разместили две антенны локатора, одну в верхней губе воздухозаборника, а вторую - под обтекателем в его центре. По сравнению с серийными МиГ-17 взлётная масса перехватчика возросла на 225 кг. Постройка «СП-7» завершилась в середине июля 1952, а первый полёт состоялся 8 августа. Из за установки радиолокатора лётные данные самолёта и обзор из кабины незначительно ухудшились, но по итогам госиспытаний был сделан вывод, что характеристики «СП-7» приемлемы для его принятия на вооружение. Вскоре он получил обозначение МиГ-17П.
В январе 1954 года на госиспытания был передан аналогичный перехватчик с двигателем ВК-1Ф, получивший обозначение «СП-7Ф». Максимальная скорость и скороподъёмность увеличились по сравнению с МиГ-17П, однако в связи с возросшей на 250 кг массой снизились крейсерская скорость и дальность полёта. Испытания закончились в апреле 1954 с положительной оценкой, и под обозначением МиГ-17ПФ перехватчик пошёл в серию. На нём разместили систему предупреждения об облучении «Сирена-2», запас топлива во внутренних баках снизился на 27 литров. Вооружение различалось в зависимости от серии самолёта, это были либо одна Н-37Д и две НР-23, либо две или три НР-23.
.

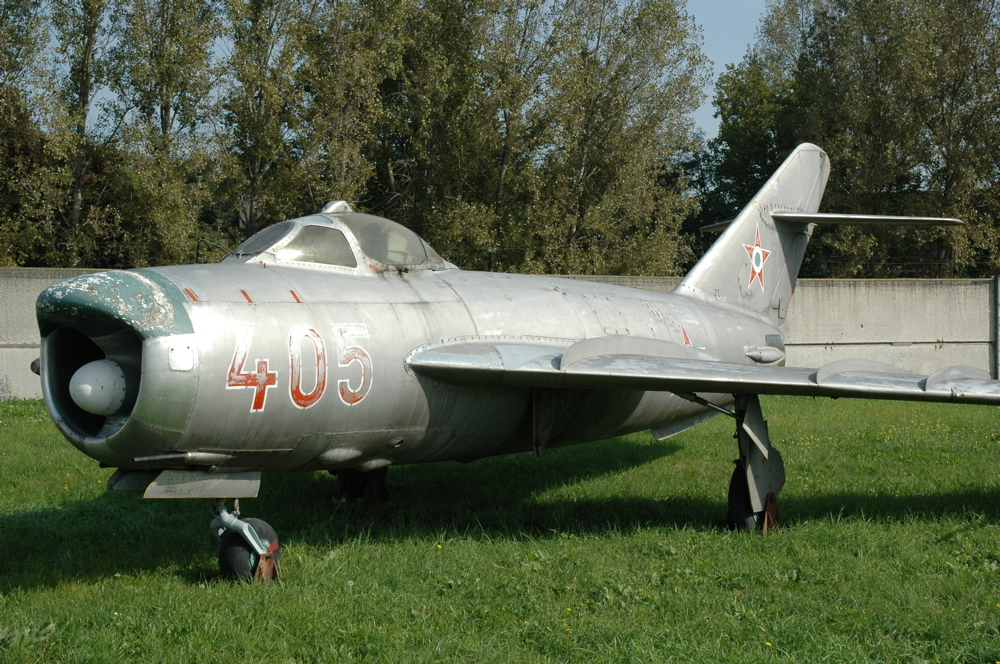
МиГ-17ПФ: Перехватчики МиГ-17 заметно отличались от своих предшественников наплывом в верхней губе воздухоприёмника, где располагалась одна из антенн РЛС «Изумруд»

18 июля приказом МАП был утверждён план работ, в соответствии с которым филиалу ОКБ-155 при заводе № 21 поручалось переоборудовать три МиГ-17 в вариант ракетного перехватчика СП-6 с РЛС «Изумруд». К концу лета было создано пять СП-6, три на заводе № 21 и два на опытном заводе № 155. На перехватчиках оставили одну пушку НР-23 по правому борту (в будущем от пушечного вооружения на МиГ-17ПФУ и вовсе откажутся) и оснастили четырьмя пусковыми пилонами для ракет системы К-5. Однако разработка УР затянулась, её испытания завершились лишь в 1955 году, после чего система ракетного вооружения получила обозначение С-1-У, РЛС РП-1У «Изумруд», а ракеты РС-1У (реактивный снаряд первого типа, управляемый).
Затягивание сроков создания системы вооружения, естественно, привели к значительной отсрочке окончания испытаний СП-6. Когда их, наконец, удалось завершить, самолёт был рекомендован к принятию на вооружение. С 1956 года на заводе № 21 начали оборудовать уже выпущенные МиГ-17ПФ системой С-1-У. Новый перехватчик получил обозначение МиГ-17ПФУ.
Самолёт СР-2, построенный на основе планера МиГ-17, был предназначен для оценки фронтового разведчика с новым двигателем ВК-5Ф. Кроме двигателя, самолёт отличали пушечный лафет новой конструкции, аэрофотоаппарат и звукозаписывающий прибор МАГ-9. Двигатель ВК-5Ф развивал тягу 3000 кгс без форсажа и 3850 кгс на форсаже. Вооружение состояло из двух пушек НР-23 с боезапасом по 100 снарядов на каждую.
Самолёт был построен в мае 1952 года и выполнил первый полёт в июне 1952 года. Заводские испытания проходили полтора года с июня 1952 года до января 1954 года. После них в июле 1954 года начались госиспытания, которые закончились 10 августа 1954 года. Принятие на вооружение фоторазведчика с двигателем ВК-5Ф посчитали нецелесообразным ввиду того, что, несмотря на возросшую тягу, его лётно-технические характеристики практически не улучшились. Однако было рекомендовано принятие на вооружение фронтового фоторазведчика с аналогичным фотооборудованием и двигателем ВК-1Ф. Подобный самолёт получил обозначение СР-2с, прошёл испытания и был запущен в мелкосерийное производство под обозначением МиГ-17Р.

## Конструкция
Общие сведения.
(даётся описание базовой версии самолёта без модификаций)
МиГ-17 — одноместный фронтовой истребитель. Может применяться как лёгкий пикирующий бомбардировщик или штурмовик.
По конструкции — цельнометаллический однодвигательный  свободнонесущий среднеплан со стреловидным крылом и оперением, трёхстоечным шасси. 
Фюзеляж — полумонокок круглого сечения с максимальным диаметром 1,45 м и общей длиной 9,206 м. Мидель фюзеляжа без фонаря — 1,65 м². 
Конструктивно состоит из двух частей: носовой и хвостовой. Технологический и эксплуатационный разъем выполнен по шпангоуту № 13. Такая конструкция обеспечивает удобный монтаж и демонтаж двигателя.
Воздух для двигателя поступает из атмосферы по всасывающим каналам, проходящим от носовой части самолёта до двигателя. Нерегулируемый заборник общий в начале, затем расходится на два канала, которые огибают кабину лётчика. 
В передней части фюзеляжа находится входное устройство воздухозаборника, аварийный приемник полного давления и приборный отсек: внизу носовой части расположена артиллерийская установка, ниша уборки передней опоры шасси и вверху — герметичная кабина летчика вентиляционного типа. 
Кабина закрывается каплевидным фонарем, состоящим из козырька и сдвигающейся назад секции. Неподвижный козырек фонаря снабжен плоским бронестеклом толщиной 64 мм. Фонарь оснащен жидкостным антиобледенителем. Для улучшения обзора задней полусферы на сдвижной части фонаря имеется перископ.
В кабине установлена приборная доска, органы управления, а также катапультное кресло, обеспечивающее аварийное покидание самолёта при высоте полета не менее 700 м и при скорости не более 700 км/ч. Для активации механизма выстрела кресла необходимо нажатие ручек, расположенных на поручнях сиденья.
Внутри хвостовой части фюзеляжа расположены два топливных бака, двигатель с удлинительной трубой и некоторое количество электронной аппаратуры самолёта. По бокам снаружи установлены открывающиеся вперёд два тормозных щитка общей площадью 0,88 м² и с углом отклонения 55 градусов. Тормозные щитки управляются при помощи гидросистемы и в случае разрушения трубопровода щитки закрываются под действием напора воздуха. Под хвостовой частью фюзеляжа находится небольшой фальшкиль для увеличения запаса путевой устойчивости.
Крыло — двухлонжеронное. На верхней поверхности крыла установлены аэродинамические гребни — по три на каждой консоли. Размах крыла — 9,6 м, площадь — 22,6 м², угол поперечного V — минус 3°, угол установки — 1°, профиль корневой — ЦАГИ С-12с, профиль концевой — ЦАГИ СР-11. 
Механизация крыла — элероны с внутренней аэродинамической компенсацией и щитки-закрылки. Угол отклонения элеронов +/- 18 градусов. На левом элероне устанавливался триммер. Щитки-закрылки отклоняются при взлёте на угол 20 градусов и при посадке на 60 градусов.
Хвостовое оперение — классической схемы стреловидное. Вертикальное оперение состоит из киля и руля направления. Профиль вертикального и горизонтального оперения — NACA-M. Угол стреловидности вертикального оперения по передней кромке — 55° 41′. Угол отклонения руля направления +/- 25 градусов. Горизонтальное оперение включает стабилизатор и руль высоты. Стабилизатор с установочным углом -0°33′, стреловидность — 45°. Угол отклонения руля высоты +16/-21 градус. 
Шасси — трёхопорное с носовым колесом, убираемое в полете. Носовая опора убирается в фюзеляж в направлении полета, основные опоры в крыло в направлении продольной оси самолёта. Колёса основных опор снабжены тормозами. Уборка и выпуск шасси производится при помощи гидросистемы. Аварийный выпуск шасси производится пневмосистемой.
Управление самолётом — осуществляется с помощью руля высоты и элеронов, кинематически связанных с ручкой управления, и рулём направления, связанным с педалями. Для снижения усилий на ручке управления в каналах крена и тангажа установлены необратимые гидроусилители. Управление рулём высоты дублируется тросовой проводкой.
Силовая установка — турбореактивный двигатель ВК-1 (ВК-1А, ВК-1Ф) размещался в средней части фюзеляжа самолёта, а для отвода газовой струи за хвостовой срез фюзеляжа внутри хвостовой части проложена удлинительная труба. Двигатель имеет центробежный компрессор, одноступенчатую турбину и девять камер сгорания. Воздухозаборник двигателя находился в носовой части самолёта, для огибания кабины он разделялся на два канала. Двигатель охлаждался воздухом, протекавшим между его стенками и фюзеляжем. Для доступа к двигателю при обслуживании на земле хвостовая часть фюзеляжа отстыковывалась.
Топливо размещалось в двух фюзеляжных баках. Один бак размещался сразу за кабиной лётчика, второй двухсекционный бак находился за двигателем под удлинительной трубой. Общий объём фюзеляжных баков 1412 литров. В дальнейшем некоторые серии самолёта получили крыльевые баки емкостью два по 65 литров, два по 75 литров и два по 45 литров. Для увеличения дальности полета под крыльями могли подвешиваться два сбрасываемых подвесных топливных бака емкостью по 400 литров. Подвесные баки давали существенные ограничение по скорости полёта и допустимой перегрузке..
Навигационное оборудование — радиокомпас АРК-5, радиовысотомер малых высот РВ-2 и маркерный радиоприёмник МРП-48П. Позднее на самолёте стали монтировать систему предупреждения об облучении радаром и ответчик системы «свой-чужой».
Связное оборудование — радиостанция РСИУ-3. Почти всё радиооборудование монтировалось в передней части фюзеляжа, а МРП-48 с антенной и антенна АРК-5 размещались внизу средней части фюзеляжа сразу за двигателем.
Электрооборудование — запитывалось от генератора постоянного тока на 27 вольт на двигателе и аккумуляторной батареи. Для питания высоковольтного лампового оборудования применялись преобразователи следующих типов: МА-100 для РСИУ-3, РУ-11АМ для РВ-2 и МА-250 для питания АРК-5. На самолёте был установлен комплект навигационных огней и посадочная фара.
Гидравлическая система — состоит из насоса, бачка с гидравлической смесью и воздушного аккумулятора с разгрузочным автоматом.
Кислородное оборудование — на больших высотах использовались кислородный прибор и четыре кислородных баллона общей емкостью 8 литров. На более поздних моделях истребителя самолёт комплектовался противоперегрузочными костюмами и системой питания их сжатым воздухом.
Бронезащита — состоит из переднего бронестекла фонаря толщиной 64 мм, бронеплиты перед кабиной пилота, на шпангоуте № 4, бронеспинки и бронезаголовника кресла.
Вооружение — три автоматические пушки. Одна пушка Н-37 калибра 37 мм, с боезапасом 40 снарядов, размещалась на лафете справа и две пушки НР-23 калибра 23 мм, с боезапасом по 80 снарядов на ствол, на лафете слева. Для обслуживания и перезарядки пушек лафет вместе с патронными ящиками опускался вниз, обеспечивая свободный доступ.
На внешних подкрыльевых узлах подвески монтировались бомбодержатели, на которые подвешивались две бомбы калибра 100 или 250 кг. Также в состав подвесного вооружения входил семизарядный блок с неуправляемыми реактивными снарядами, для стрельбы по воздушным целям или нанесения ударов по наземным целям. Бомбометание могло производиться с горизонтального полета, пикирование или кабрирования.
Для контроля результатов стрельбы и учебных целей на самолёте монтировался фотокинопулемет.

## Модификации
- МиГ-15бис 45˚ (СИ, СИ-2): МиГ-15бис, оборудованный новым крылом — прототип МиГ-17.
- СИ-01: Предсерийный самолёт с триммером руля направления и возможностью подвески двух ПТБ ёмкостью по 400 литров каждый.
- СИ-02: Предсерийный самолёт.
- СИ-5: Опытный с прицелом АСП-5Н и НАР ТРС-190, С-21.
- СИ-10: Опытный с новым крылом (с предкрылками и интерцепторами) без излома на передней кромке и аэродинамических гребней и управляемым цельноповоротным стабилизатором. Переделали из Миг-17. Целью программы было улучшение маневренных характеристик самолёта. В серийное производство не передавался.
- СИ-16: Опытный с двумя восьмизарядными блоками ОРО-57 под НАР АРС-57 и прицелом АП-57.
- СИ-19: Опытный с НАР ТРС-190..
- СИ-21: Опытный с НАР АРС-212.
- СИ-21М: Опытный с пусковыми устройствами АПУ-5 под АРС-212М.
- СИ-91: Опытный, для испытаний НАР.
- СФ: Прототип МиГ-17Ф.
- СФ-3: Опытный с двумя пушками НР-30.
- СП-2: Опытный с РЛС «Коршун». Прототип всепогодного истребителя-перехватчика на базе дневного истребителя Миг-17Ф. Носовая часть фюзеляжа была доработана под установку радиолокационной станции «Коршун». Сопровождение цели осуществлялось в ручном режиме, что сильно затрудняло работу лётчика. Первый полет состоялся в марте 1951 года.[2]
- МиГ-15НБУ: Опытный с необратимым бустером, перестроен из СП-2.
- СП-5: Опытный с РЛС СП-5 «Изумруд».
- СП-15: Прототип МиГ-17ПФУ. Первый советский истребитель-перехватчик с чисто ракетным вооружением. Под крылом были установлены четыре пилона для ракет класса «воздух-воздух».[2]
- СП-7: Прототип МиГ-17П. На самолёте установили радиолокационную станцию «Изумруд» с двумя антеннами — одной для поиска, второй для сопровождения обнаруженной цели. Установка РЛС потребовала конструктивных доработок самолёта — изменения обводов носовой части фюзеляжа и козырька кабины пилота. Вооружение состояло из трех пушек калибра 23 мм. Испытания завершили летом 1952 года. Была построена малая серия самолётов под обозначением МиГ-17П.[2]
- СП-7Ф: Прототип МиГ-17ПФ.
- СП-8: Опытный с РЛС РП-5 «Изумруд»
- СП-9: Опытный с 4 встроенными автоматическими орудиями «Вихрь» для стрельбы НАР АРС-57 (вместо пушек) и 2 блоками АРС-70.
- СП-10: Опытный, для испытаний двухствольных скорострельных орудий.
- СП-11: Опытный с РЛС «Встреча-1» сопряжённой с радиодальнометром «Град» и оптическим прицелом АСП-4НМ, а также инфракрасным прицелом СИВ-52.
- СП-16: Два опытных с РЛС ШМ-60.
- СР-2: Опытный фронтовой фоторазведчик с двигателем ВК-5Ф. Вк-5Ф развивал тягу 3000 кгс без форсажа и 3850 кгс с форсажем.
- СР-2с: Прототип МиГ-17Р.
- СГ-5: Опытный с оптическим прицелом АСП-5Н и радиодальномером СРД-3 «Град».
- СН: Опытный с подвижной пушечной установкой СВ-25-МиГ-17 (три 23-мм АМ-23). Воздухозаборники двигателя перенесли в корневые части крыла. Испытания начались в 1953 году, эксперимент был признан неудачным и все работы по этому направлению были прекращены.[2]
- СМ-1 (И-340): Опытный с 2 двигателями АМ-5 (позже АМ-5А). Фактически самолёт представлял собой летающую лабораторию по доводке двигателей АМ-5. Двигатели размещались в хвостовой части фюзеляжа бок о бок.[2]
- ЛЛ-МиГ-17: Опытный для исследования эффективности струйных элеронов.
- СДК-5: Самолёт-дублер «Кометы», для отработки крылатой ракеты КС-1 Комета. На самолёте было демонтировано вооружение, вместо которого установили контрольно-записывающую аппаратуру и аппаратуру наведения от противокорабельной ракеты авиационного базирования «Комета». В 1952—1953 годах было построено несколько СДК-5, которые использовались в морской авиации для тренировки экипажей ракетоносцев Ту-16.[2]
- СДК-7: Самолёт-дублер «Кометы», для отработки крылатой ракеты КС-1 Комета.
- МиГ-17: Первый серийный вариант.
- МиГ-17А: С усовершенствованным двигателем ВК-1А.
- МиГ-17АС: Истребитель-бомбардировщик, оборудованный для пуска различных неуправляемых ракет. В конце 50-х большое количество МиГ-17, оснащённых пусковыми установками НАР, было передано в только что сформированные истребительно-бомбардировочные полки.
- МиГ-17Ф: С форсажным двигателем ВК-1Ф. Серийное производство с конца 1952 года. Производился по лицензии в Чехословакии (S-104) и Венгрии (Gzuszo) и на нескольких заводах в СССР до 1959 года. На пике выпуска объём производства составлял 300 самолётов в месяц. Всего было построено порядка 8000 Миг-17Ф.[2]
- МиГ-17П: С РЛС РП-1 «Изумруд»
- МиГ-17ПФ: МиГ-17П с форсажным двигателем ВК-1Ф, с декабря 1955 на МиГ-17ПФ устанавливалась улучшенная РЛС РП-5 «Изумруд». В то время единственный советский всепогодный истребитель. Самолёт поставлялся во многие страны Варшавского договора, а также на Ближний Восток .[2]
- МиГ-17ПФГ: Небольшое число МиГ-17ПФ, оснащённых системой наведения «Горизонт-1».
- МиГ-17ПФУ: МиГ-17П и МиГ-17ПФ, оснащённые РЛС РП-1У «Изумруд» и вооружённые четырьмя управляемыми ракетами РС-1УС (К-5).
- МиГ-17Р: Высотный разведывательный самолёт с фотоаппаратом АФА-БА-40Р, установленном в подфюзеляжном обтекателе. Расчётный потолок составлял 15 500 м, что делало самолёт практически неуязвимым для западных истребителей-перехватчиков того времени. Вооружение: две пушки калибра 23 мм, боезапасом по 100 снарядов на ствол. Выпущен малой серией.

## На вооружении

### Статус неизвестен
- КНДР —  107 самолётов J-5  (китайской копии самолёта МиГ-17Ф) и МиГ-17 с сомнительной боеспособностью по состоянию на 2023 год.[4]

### Состоял на вооружении
МиГ-17 были одними из наиболее распространённых истребителей в мире. В разное время они состояли на вооружении следующих стран:

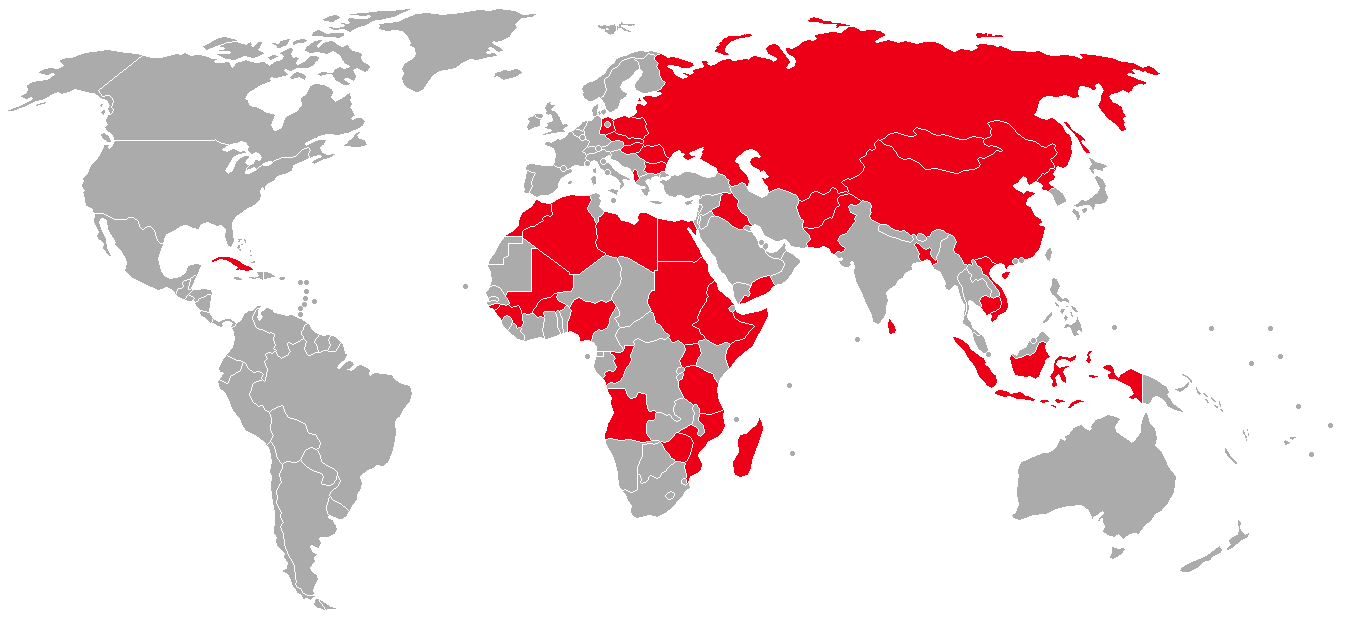
Страны, эксплуатировавшие МиГ-17

- Албания — 12 F-5 c 1962 года, в 1970-х годах Албанские ВВС получили ещё 8 FT-5.
- Алжир — С 1964 года на вооружение ВВС Алжира поступило 30 МиГ-17, а с 1966 года ещё 60 МиГ-17Ф.
- Ангола — в 1975 году ВВС Анголы получили 8 подержанных кубинских МиГ-17. Затем в течение этого же года Ангола получила ещё 9 кубинских и до 15 советских МиГ-17Ф[5].
- Афганистан — На вооружение ВВС Афганистана, начиная с 1956 года, поступило более ста МиГ-17 и МиГ-17Ф. В 1978 году, в истребительных полках ВВС Афганистана числилось 86 таких самолётов.
- Бангладеш — В 1979 году приобретено небольшое количество FT-5 китайского производства[6].
- Болгария — В 1955-56 годах ВВС Болгарии получили 12 МиГ-17, 60 МиГ-17Ф и 12 МиГ-17ПФ. Кроме того, в последующие годы истребительный парк был пополнен самолётами Lim-5 польского производства. В 1963 было получено 10 самолётов разведчиков МиГ-17Р.
- Буркина-Фасо — Один МиГ-17Ф, был приобретён из числа списываемых с вооружения в одной из стран Восточной Европы в 1984 году[7].
- Венгрия — С 1956 года ВВС Венгрии получили 100 МиГ-17Ф и 30 МиГ-17ПФ, стоявших на вооружении до середины 80-х годов.
- Вьетнам — Во время Вьетнамской войны военно-воздушным силам Вьетнама было передано большое количество МиГ-17, МиГ-17Ф, МиГ-17ПФ, F-5 и FT-5.
- ГДР — 16 МиГ-17Ф с 1957 года.
- Египет — На вооружении ВВС Египта с марта 1957 года поступило большое количество МиГ-17Ф и МиГ-17ПФ.
- Гвинея — В 1959 году ВВС Гвинеи получили 10 МиГ-17Ф. На вооружении находились вероятно до 1986 года[8].
- Гвинея-Бисау — В конце 80-х ВВС Гвинеи-Бисау получили подержанные истребители. Пять советских МиГ-17Ф и три польских Lim-5 оборудованных для применения неуправляемых ракет MARS[8].
- Индонезия — В конце 50-х ВВС Индонезии приобрели 30 МиГ-17Ф и более сорока Lim-5 и Lim-5P польского производства.
- Ирак — В 1958 году на вооружение начали поступать МиГ-17Ф.
- Камбоджа — В 1964-65 годах ВВС Камбоджи получили 12 МиГ-17Ф и 6 F-4 китайского производства. 21 января 1971 года во время атаки северовьетнамского спецназа на авиабазу Почетонг большая часть МиГов была уничтожена или повреждена, в связи с чем самолёты были сняты с вооружения.
- Китай — На вооружении ВВС Китая стояли J-4 (приобретённые у СССР, экспортное обозначение F-4), J-5 (построенные по лицензии МиГ-17Ф, экспортное обозначение F-5), J-5A (нелицензионная копия МиГ-17ПФ, экспортное обозначение F-5A) и самостоятельно разработанный УТС JJ-5 (экспортное обозначение FT-5).
- КНДР — В конце 50-х ВВС Северной Кореи получили большое количество МиГ-17Ф и МиГ-17ПФ от СССР, а также F-5 и FT-5 от КНР.
- Республика Конго — Примерно два десятка кубинских МиГ-17 в 80-х годах[5].
- Куба — 100 МиГ-17 и МиГ-17Ф. Многие доработаны до модификации МиГ-17АС.
- Ливия — МиГ-17Ф
- Мадагаскар — В 1978 году ВВС Мадагаскара получили четыре подержанных северокорейских МиГ-17Ф, вместе с МиГ-21 они поступили на вооружение единственной в ВВС Мадагаскара (Armée de l’Air Malgache) истребительной эскадрильи (Escadrille de Chasse). К 2005 году два из них (бортовые номера 113 и 242) всё ещё находились в пригодном для полётов состоянии[8][9].
- Мали — В 60-х годах ВВС Мали получили пять польских Lim-5.Самолёты поступили на вооружение единственной истребительной эскадрильи, которая базировалась в Бамако. Первоначально, пока малийцы осваивали новую технику, на них летали советские пилоты и обслуживали советские техники[7][10].
- Монголия — Не менее 12 МиГ-17Ф с 1969 года.
- Марокко — 10 февраля 1961 года на борту транспорта «Караганда» в эту страну были переброшены 12 подержанных советских МиГ-17АС, но после разрыва отношений между Марокко и СССР самолёты были поставлены на прикол и разрезаны на металл, кроме одного, приобретённого американским генерал-майором Блиссом, для музея авиации в Сиэтле. В 1983 году, он был перевезён транспортным самолётом C-130 в США, где находится и поныне[10][11][12][13].
- Мозамбик — В 1980 ВВС Мозамбика получили 10 подержанных советских МиГ-17Ф, а в следующем году ещё 12 восточногерманских Lim-5.
- Нигерия — Начиная с 1967 ВВС Нигерии получили 28 подержаных МиГ-17Ф и Lim-5 из СССР, Польши и Египта.
- Пакистан — С 1970 года на вооружении ВВС Пакистана F-5 и FT-5 китайского производства.
- Польша — Польские ВВС, начиная с 1955 года получили 80 МиГ-17Ф, 12 МиГ-17ПФ, а также большое количество этих истребителей произведённых WSK-Mielec по советской лицензии.
- Румыния — 48 МиГ-17Ф и 12 МиГ-17ПФ.
- Сомали — 54 МиГ-17 и МиГ-17Ф в 1967.

-  Сомалиленд

- Сирия — Начиная с января 1957 было поставлено не менее 120 МиГ-17Ф и МиГ-17ПФ, последние из которых были сняты с вооружения в начале 90-х годов. 12 августа 1968 года два сирийских МиГ-17 приземлились по ошибке в Израиле , оба лётчика были возвращены в Сирию через 2 года при обмене военнопленными. Оба самолёта были посланы в США, один возвращён и находится в музее ВВС в Хацерим.
- Судан — 16 F-5 и FT-5 в 1969 году, некоторые из них до сих пор стоят на вооружении ВВС Судана[14][15].
- Танзания — 12 F-5 в 1973 году[16][17].
- Уганда — Начиная с 1966 Угандийским ВВС было поставлено в общей сложности 24 подержаных МиГ-17Ф: из СССР (7), Восточной Германии (5) и Чехословакии (12)[10][18].
- Северный Йемен — В 60-х ВВС Северного Йемена получили не менее 20 МиГ-17Ф.
- Южный Йемен — В 60-х ВВС Южного Йемена получили не менее 40 МиГ-17Ф.
- Чехословакия — ВВС Чехословакии получили первые МиГ-17Ф в 1955 году. В дальнейшем было развернуто лицензионное производство МиГ-17ПФ под обозначением S-104.
- Шри-Ланка — 5 МиГ-17Ф приобретено в 1971 году и два FT-5 в 1991, один из которых разбился в июле 2000 года[19].
- Эфиопия — ВВС Эфиопии получили из СССР в июле 1978 года 40 МиГ-17Ф[10].

## Лицензионное производство
Лицензии на производство МиГ-17 были переданы Китаю, Польше и Чехословакии.

### Китай
Первым пятилетним планом, принятым в декабре 1951 года компартией Китая, предусматривалось развёртывание серийного производства реактивных истребителей. Ввиду того, что на этот момент авиапромышленности у КНР не имелось, Китай обратился за помощью к «Старшему брату». В мае 1953 года Китай и СССР подписали соглашение о научно-техническом сотрудничестве. Под руководством советских специалистов авиаремонтный завод в Шэньяне был расширен и модернизирован. Там же был построен завод по производству авиадвигателей. Изначально на Шэньянском заводе планировалось строить истребители МиГ-15бис, но в 1954 эти планы были пересмотрены в пользу МиГ-17Ф. В 1955—1956 годах состоялась передача лицензии КНР на их производство. Кроме передачи технической документации, проводилась большая работа по обучению китайских специалистов, приезжавших на завод № 126. Также из СССР поступило два облетанных МиГ-17Ф, пятнадцать сборочных комплектов и заготовки для постройки ещё десяти истребителей.
В итоге, на заводе Шэньян, было развернуто производство МиГ-17Ф, под местным обозначением J-5 (экспортное F-5) с двигателем WP-5 являвшимся копией советского двигателя ВК-1Ф. Вооружение составляли одна 37-мм пушка Type 37-1 c 40 патронами и две 23-мм пушки Type 23-1 c 80 патронами на пушку. 19 июля 1956 года J-5 совершил свой первый полёт. Вскоре развернулось серийное производство, продлившееся до 1959 года, после чего производство было переключено на J-6. Всего было построено 767 истребителей, из них 17 в 1956 году, 142 в 1957 году, 429 в 1958 году и 179 в 1959 году. Конструкция J-5, за исключением мелких деталей, не отличалась от конструкции МиГ-17Ф. Состав БРЭО, так же отличался минимально, отсутствовал только радиодальномер СРД-1М «Радаль-М». Ранее поставленные в Китай истребители МиГ-17, получили обозначение J-4, при реэкспорте их обозначали F-4.
В 1961 году началась разработка всепогодного варианта J-5A, который по сути дела был копией МиГ-17ПФ. Культурная революция в Китае задержала разработку нового истребителя, первый полёт которого состоялся только в ноябре 1964 года. Производство J-5A продлилось до 1969 года. Его экспортный вариант получил обозначение F-5A.
В 1965 году завод в Чэнду занялся разработкой учебно-тренировочного самолёта на базе J-5. Самолёт имел компоновочную схему аналогичную МиГ-15УТИ и оснащался двигателем WP-5D (лицензионная копия ВК-1А). Вооружение было сокращено до одной пушки Type 23-1. Первый полёт опытного JJ-5 состоялся 8 мая 1966 года. После завершения испытаний на заводе в Чэнду началось серийное производство, продолжавшееся до конца 1986 года, всего был построен 1061 экземпляр самолёта, часть которых была поставлена на экспорт под обозначением FT-5.

### Польша

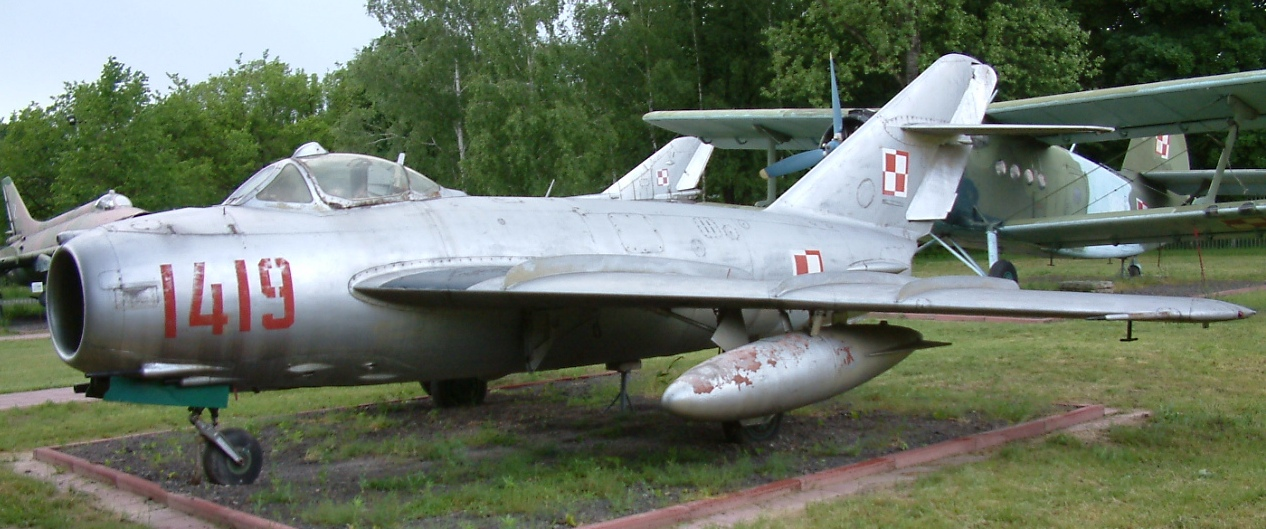
Lim-5, лицензионная копия МиГ-17Ф

В Польше, на заводе WSK-Мелец производились следующие самолёты на базе МиГ-17:
- Lim-5: Лицензионная копия МиГ-17Ф.
- Lim-5M: Истребитель-бомбардировщик на базе МиГ-17Ф, отличался держателями для двух 250-кг бомб или блоков НАР MARS-1, на восемь ракет С-4 каждый.
- Lim-5P: Лицензионная копия МиГ-17ПФ.
- Lim-5MR: Фоторазведчик с камерой АФА-39.
- Lim-6: Усовершенствованный истребитель-бомбардировщик Lim-5M.
- Lim-6bis: Усовершенствованный истребитель-бомбардировщик с блоками НАР MARS-2 и улучшенным БРЭО. Часть Lim-5M и Lim-6 были модернизированы до стандарта Lim-6bis.
- Lim-6R: Lim-6bis доработаные в фоторазведчики.
- Lim-6M: Lim-5P переделанные в истребители-бомбардировщики. С самолётов снималась РЛС РП-5, а под крыльями устанавливались пилоны для подвески бомб и НАР.

### Чехословакия
Под обозначением S-104, МиГ-17ПФ строился фирмой Aero Vodochody в Чехословакии, начиная с 1955 года. Всего было построено 457 истребителей.

## Боевое применение
Истребитель МиГ-17 состоял на вооружении более чем сорока государств, причём в большинстве этих стран МиГу довелось участвовать в боевых действиях.

### ВВС СССР

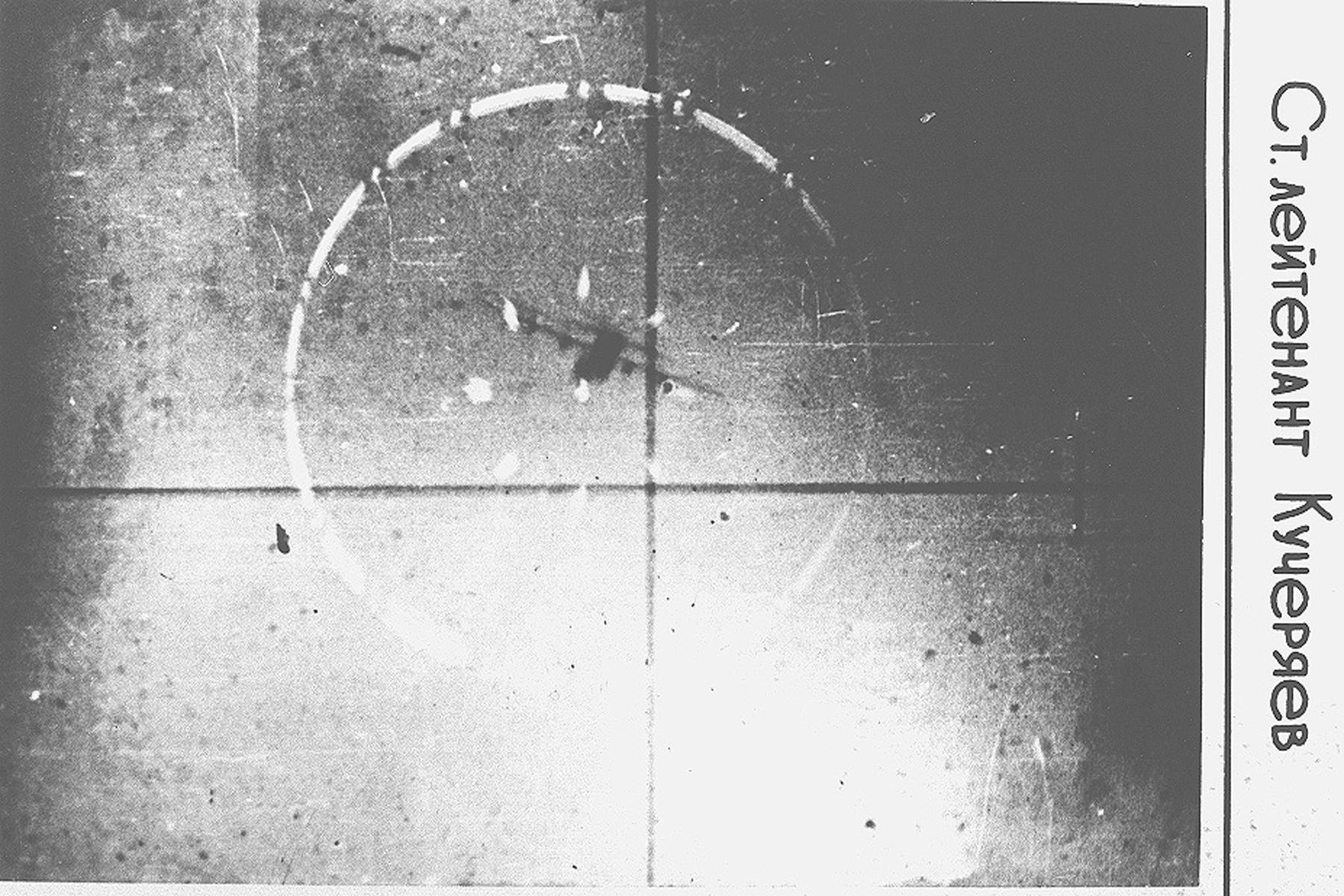
Американский разведчик C-130 Hercules над территорией Армянской ССР в прицеле советского МиГ-17 старшего лейтенанта Кучеряева. 2 сентября 1958 года

Советские МиГ-17 привлекались для борьбы с нарушителями воздушной границы СССР. Так, например, советские пилоты боролись с автоматическими дрейфующими аэростатами и другими ЛА.
- 29 июля 1953 года советскими МиГ-17 был сбит американский самолёт-разведчик RB-50G Superfortress (б/н 47-145, с/н 15829). Пара истребителей (пилоты — капитан Рыбаков, лейтенант Яблонский) поднялась с аэродрома Николаевка и перехватила нарушителя. В результате огня бортового стрелка RB-50 один из истребителей получил повреждения, после чего нарушитель был сбит. Из 17 человек, находившихся на борту, выжил только один[20].
- 8 мая 1954 года самолёт-разведчик RB-47E Stratojet 91-й срэ ВВС США пересёк воздушное пространство СССР возле Мурманска. Целью было фотографирование аэродромов и обнаружение новых истребителей МиГ-17. Экипаж разведчика состоял из командира майора Гарольда Остина, второго пилота Карла Холта и навигатора Вэнса Хэвлина. В результате «Стратоджет» был перехвачен несколькими истребителями МиГ-15, а также МиГ-17, которые и искал разведчик (всего на перехват одинокого разведчика вылетело не менее 13 советских истребителей[21]). «Семнадцатые» атаковали нарушителя нанеся самолёту значительные повреждения. С пробитыми топливными баками на последних остатках горючего самолёт смог покинуть воздушное пространство СССР и дозаправившись в воздухе сесть в Англии. Сделанные им снимки были хорошего качества и имели значительную ценность для разведки, все члены экипажа получили награды[21][22][23].
- Летом 1954 года специально откомандированное звено МиГ-17 капитана Ждановича из 3-го гиап ВВС СССР начало охоту на B-26 Invader, регулярно нарушавший воздушное пространство Болгарии. В итоге в августе сам капитан, выполняя патрулирование воздушной границы, перехватил нарушителя и сбил его[24].
- 21 января 1956 года по западным данным во время взлёта на перехват самолёта нарушителя или для пресечения побега, пара советских МиГ-17ПФ завязала воздушный бой с парой венгерских МиГ-15бис, в процессе которого вторглись в воздушное пространство нейтральной Австрии, где затем произошло столкновение венгерского и советского «МиГов». Венгерский пилот погиб, советский выжил (называется капитан Николай Коноплёв). Кем был точно венгерский пилот в источнике высказываются сомнения, а также требуется подтверждение самого инцидента[25].
- 29 мая 1958 года истребитель-разведчик RF-84F Thunderstreak 42-й аэ ВВС Бельгии (с/н 52-7237) нарушил воздушное пространство ГДР и был перехвачен парой истребителей МиГ-17Ф 773-го иап ВВС СССР. После открытия огня по нарушителю бельгийский пилот лейтенант М. Паулюс был вынужден совершить посадку на восточногерманском аэродроме Дамгартен, через нескольких недель после ареста лётчик и самолёт были возвращены Бельгии[26].
- 27 июня 1958 года транспортный самолёт C-118A Liftmaster ВВС США (7405-й аэ, б/н 51-3822), во время полёта по снабжению полётов высотных разведчиков U-2, пересёк границу Армянской ССР, оказавшись в 30 км к югу от Еревана. На перехват была поднята пара истребителей МиГ-17ПФ 976-го иап (пилоты капитан Г.Ф. Светличников и ст. л-т Б.Ф. Захаров). На высоте 5 км «Лифтмастер» был перехвачен, и после отказа подчиниться приказам, нарушитель был расстрелян из пушек. Пять членов американского экипажа катапультировались, ещё четверо находились в нём до жёсткой посадки. Самолёт разломился на две части и сгорел. Все девять членов экипажа задержаны: командир майор Лютер Лайлес, высокопоставленный офицер ЦРУ полковник Дэйл Брэннон и семеро других[27].
- 2 сентября 1958 года самолёт-разведчик C-130A Hercules ВВС США (7406-й аэ, б/н 56-0528) нарушил воздушное пространство Армянской ССР со стороны Турции. Поднятые на перехват пары истребителей МиГ-17Ф 25-го иап (ст. л-т В.В. Лопатков и ст. л-т Н. Гаврилов) и 177-го гиап (ст. л-т Н.П. Кучеряев и ст. л-т В.Д. Иванов) перехватили и сбили нарушителя. Весь экипаж из 17 человек, командир капитан Руди Свиестр и 16 других погибли[27][28].
- 20 ноября 1963 года иранский самолёт Aero Commander 500 (р/н EP-AEL, Taxi Aereo) нарушил воздушное пространство СССР в районе советско-иранской границы. На перехват были подняты два истребителя МиГ-17 156-го иап (пилоты к-н О.Г. Степанов и ст. л-т Судариков). Иранский экипаж отказался подчиняться и успел улететь на иранскую территорию. Однако, «МиГи» также пересекли воздушное пространство Ирана, где капитан Степанов из пушки расстрелял беглеца. Подбитый «Аеро Коммандер» жёстко сел у Даргаза и сгорел, пилот к-н Дадестан выжил, а остальные двое Хоссейн Солари и Аманулла Ибрагими погибли[27]. По иранской версии самолёт занимался аэрофотосъёмкой в связи с земельной реформой, по советской — совместной ирано-американской разведывательной миссией. По некоторым данным его сбил лётчик капитан Павловский.
- 28 января 1964 года учебно-тренировочный самолёт Т-39А Sabreliner ВВС США (7101-е ак, б/н 62-4448) нарушил границу ГДР. Ему на перехват была поднята пара истребителей МиГ-17Ф 296-го иап (пилоты ст. л-т Кропотов и ст. л-т Дерий). После сближения Кропотов открыл огонь и сбил нарушителя. Весь экипаж, командир самолёта подполковник ВВС США Геральд Кей Ханнафорд и два других члена экипажа погибли[29]. (в некоторых источниках ошибочно говорится что перехват осуществили МиГ-19)
- В августе 1964 звеном МиГ-17 капитана Печёнкина был принуждён к посадке на запасной аэродром в районе города Мары самолёт-нарушитель Aero Commander 560.
- 14 декабря 1965 года по заявлениям западных источников американский самолёт-разведчик RB-57F Canberra (б/н 63-13287) был сбит советским истребителем МиГ-17Ф[30]. Согласно российским источникам разведчик был сбит ракетой ЗРК С-75[31], также выдвигалось предположение о потере из-за отказа оборудования[32].
- 28 июня 1967 года самолёт L-20 Beaver ВВС Ирана (б/н 6-9702) пересёк южную границу СССР. Поднятый на перехват истребитель МиГ-17Ф 156-го иап (пилот к-н О. Степанов)[30] принудил нарушителя к посадке на советской территории в 70 км от Ашхабада[27].
- 1 июля 1968 года пять советских МиГ-17 308-го иап (пилоты к-н Сальников, к-н Александров, к-н Игонин, м-р Евтушенко и к-н Мороз) посадили американский пассажирский самолёт DC-8F (б/н N8631, Seaboard World Airlines[33]), нарушивший воздушное пространство над Курильскими островами. Пассажирский самолёт даже попытался уйти от патрульных самолётов, но предупредительная очередь перед самолётом заставила пилотов повернуть на аэродром на острове Итуруп. На авиалайнере находилось 24 члена экипажа, 214 американских военнослужащих, включая 3 генералов и кордебалет[34][35].
- 21 октября (или сентября) 1970 года самолёт U-8D Seminole Армии США (б/н 58-3085, пилот майор Джеймс Расселл) нарушил воздушное пространство со стороны Турции и совершил посадку на аэродром Ленинакан, Армянской ССР[27]. По некоторым данным он был перехвачен советским МиГ-17[30].

Таким образом советскими истребителями МиГ-17 в ходе этих боёв было сбито 6 или 7 самолётов-нарушителей, среди членов их экипажей погибло не меньше 36 американцев и 2 иранцев. Участие советских пилотов МиГ-17 в других конфликтах см. ниже
В СССР постепенный вывод из эксплуатации и снятие с вооружения МиГ-17 начали осуществлять с начала 70-х годов. Дольше всего МиГ-17 эксплуатировались в Армавирском высшем военном авиационном училище летчиков ПВО - до 1977 года. В строевых частях некоторые самолёты прослужили даже до начала 80-х годов. Списанные самолёты со снятым вооружением передавались в учебные центры ДОСААФ. Другие устанавливались в качестве авиамонументов.
Борьба с АДА
Известные случаи:
МиГ-17 был сбит первый разведывательный аэростат
- Летом 1954 года командир эскадрильи капитан Л.И. Савичев на истребителе МиГ-17П сбил разведывательный аэростат на высоте 10 км. Этот случай стал первым успешным уничтожением АДА, на сбитие было израсходовано всего девять снарядов[37].
- 15 октября 1960 года пилот МиГ-17 636-го иап А.В. Чудинов сбил разведывательный аэростат[38].
- 29 октября 1967 года МиГ-17 из состава дежурных сил ПВО совершили свой единственный за весь год боевой вылет на перехват цели. Целью был разведывательный аэростат, поднятый МиГ-17 капитана Н.И. Автушко был из состава 865-го иап, также были подняты два Су-9 майора А.Н. Лысюры и капитана И.И. Плахатника. Совместным огнём АДА был уничтожен[39].

### ВВС Восточно-Европейских стран
Болгария
Болгарские МиГ-17 также участвовали в охране воздушного пространства. В начале 1956 года в воздушное пространство Болгарии произошло массовое вторжение разведывательных аэростатов, запущенных США в рамках проекта «Genetrix». С их уничтожением наиболее отличились пилоты МиГ-17ПФ 19-го истребительно-авиационного полка ВВС Болгарии. В сентябре также отмечено вторжение АДА.
С января 1956 года по сентябрь болгарскими «семнадцатыми» 1-й эскадрильи 19-го ИАП было сбито семь автоматических дрейфующих аэростатов с разведаппаратурой:
- Капитан Тодор Трифонов — четыре сбитых АДА (16 января — 1, 31 января —  2 и 23 сентября — 1);
- Капитан Георги Антов — один сбитый АДА (31 января);
- Капитан Мишо Стоянов — один сбитый АДА (31 января);
- Майор Саве Нецов — один сбитый АДА (1 февраля).

20 января 1962 года в Италии возле ракетной базы Джоя-дель-Колле разбился болгарский МиГ-17 во время бегства пилота л-та Милуша Солакова -  "Беглец №10246''
Чехословакия
МиГ-17 (в т.ч. местного производства S-104) в ВВС Чехословакии довольно активно использовались.
Им также как и болгарам пришлось отражать массовое вторжение АДА (включая тот же «Genetrix»). С их уничтожением наиболее отличились пилоты МиГ-17ПФ 1-го истребительно-авиационного полка ВВС Чехословакии, по известным данным сбив не меньше девяти разведывательных аэростатов:
- Ярослав Новак — пять сбитых АДА (в 1956 году, 25 января — 1, 31 января —  1, 1 февраля — 1 и 5 февраля — 2);
- Дж. Яновский — один сбитый АДА (5 февраля 1956 года);
- О. Драцский — один сбитый АДА (50-е);
- Ф. Лейнвебер — один сбитый АДА (50-е);
- К. Михель — один сбитый АДА (50-е).

В августе 1958 года чехословацким МиГ-17ПФ 1-го иап (пилот Е. Плацек) был перехвачен и принуждён к посадке в аэропорт Ческе Будейовице заблудившийся бельгийский самолёт CV-440 (а/к Sabena).
21 июня 1962 года парой чехословацких МиГ-17ПФ 3-го иап (пилоты Курферст и Мазалек) был перехвачен и принуждён к посадке в районе деревни Кухаржовице спортивный самолёт Klemm Kl 107 (р.н. D-EJUK, пилот К. Шолл), залетевший из ФРГ.

### Китайско-тайваньский конфликт
Истребители МиГ-17 советского производства и китайского (J-5) состояли на вооружении авиационных полков ВВС и ВМС НОАК и много раз принимали участие в боях.
Против тайваньской авиации
- 23 июня 1956 года в районе провинции Гуанси операторы наземных РЛС обнаружили неизвестный самолёт и вскоре навели на него истребитель МиГ-17 34-го иап 12-й иад, пилотируемый Героем КНР Чан Лу-Минем. Противник, которым оказался тайваньский тяжёлый бомбардировщик B-17G Flying Fortress (б/н 357) специальных сил ВВС Тайваня, двумя залпами с 600 и 270 метров быстро был уничтожен[42]. Весь экипаж из 11 человек погиб[43], включая командира — подполковника Е Чжэнминя[44].
- 1 октября 1956 года произошёл воздушный бой между китайскими МиГ-17 и тайваньскими истребителями F-84G Thunderjet, в результате которого по западным данным один «Тандерджет» был сбит и ещё один повреждён[45]. Информации с противоположной стороны на этот счёт не нашлось.
- 10 ноября 1956 года транспортный самолёт C-46 Commando ВВС Тайваня (б/н 362, 6-я аэ) в районе китайской провинции Чжэцзян был перехвачен истребителем МиГ-17 3-й иад ВВС НОАК (пилот Шанг Зи[45]). Пушечным огнём C-46 был сбит. Весь экипаж из девяти человек погиб, включая командира — Ли Сюэсю[43].
- 15 апреля 1957 года пара реактивных разведчиков RF-84F Thunderstreak (б/н-а 5606 и 5603, пилоты м-р Чен Хуай и к-н Ван Чжаосян, 12-я аэ) ВВС Тайваня в районе Шанхая была перехвачена парой МиГ-17 (пилоты Лю Зенггуи и Ян Чжэнган) ВВС НОАК. «Тандерстрик» майора Хуая чуть было не сбил «МиГ» Чжэнгана, когда зашёл к нему в хвост, однако переключатель стоял в положении — запись ФКП, в результате вместо пушечной очереди он сделал несколько качественных снимков самолёта противника. МиГ-17 использовал воздушный тормоз и ушёл из под прицела, после чего «МиГи» поразили крыло ведомого капитана Чжаосяна. При возвращении RF-84F (б/н 5603, с/н 52-7435[46]) Чжаосяна разбился в районе острова Джейджу, пилот погиб. По данным тайваньского историка Ли Ванга их перехватили МиГ-15[47]. При этом на кадрах ФКП, привезённых и опубликованных Хуаем, был виден МиГ-17 и на самой фотографии было подписано «MIG-17»[48]. Это был единственный результативный воздушный бой в 1957 году[43].

Обострение 1958 года
В 1958 году, в том числе в ходе второго кризиса Тайваньского пролива, согласно китайским данным истребители МиГ-17 одержали по крайней мере девять воздушных побед шесть F-86 Sabre, два F-84 и один B-57 ВВС Тайваня. В свою очередь, тайваньская сторона заявила о том, что в воздушных боях было сбито не менее 25 J-5 (МиГ-17), из них 4 — ракетами AIM-9B.
Подтверждение нашли шесть воздушных побед МиГ-17 против самолётов ВВС Тайваня, а также тяжёлое повреждение одного:
- 18 февраля 1958 года «МиГом» сбит RB-57A Canberra 4-й эскадрильи (б/н 5642), экипаж Чжао Гуанхуа погиб[43][50];
- 21 апреля самолёт-разведчик B-17G Flying Fortress ВВС Тайваня взлетел с авиабазы Синьчжу. Экипаж состоял из 14 человек, включая командира — подполковника Чэн Чжансяна. Над провинцией Цзянси во время полёта на низкой высоте разведчик был перехвачен одиночным истребителем МиГ-17 12-й иад ВВС НОАК. Китайский пилот «МиГа» Ли Шуньсян с расстояния 800 метров произвёл 36 выстрелов из 23-мм пушки и поразил крышу кабины и хвост. После чего Ли Шуньсян в темноте потерял визуальный контакт и наводку с земли и прекратил перехват. B-17 получил значительные повреждения, но смог вернуться и приземлиться на авиабазе Синьчжу[51];
- 29 июля «МиГом» сбит F-84G Thunderjet 3-й эскадрильи, пилот Жэнь Цзумоу спасся[43][50];
- В этот же день 29 июля «МиГом» сбит ещё один F-84G Thunderjet 3-й эскадрильи (б/н 55), пилот Рень Зимои погиб[43][50];
- 14 августа «МиГом» сбит F-86F Sabre 26-й эскадрильи, пилот Лю Гуанкан погиб[43][50];
- 2 октября ночью четвёрка МиГ-17 48-го иап ВВС НОАК вторглась в воздушное пространство тайваньских островов Золотые ворота и перехватила четыре транспортных тайваньских самолёта C-46 Commando 102-й эскадрильи 6-го крыла, которые до этого пролетели над территорией материкового Китая, уйдя из под зенитного огня. Китайские пилоты Као Шунг Минь и У Яо-Зунг каждый заявили по сбитому самолёту противника[52]. Подтвердилась безвозвратная потеря одного C-46 (б/н 199), весь экипаж которого 5 человек погиб, включая командира — Хуан Ичжэна[53][54];
- 10 октября сбит F-86F Sabre 27-й эскадрильи, пилот Чжан Нинцзюнь взят в плен[43][50].

За 1958 год подтверждаются только четыре потери МиГ-17 в воздушных боях, причём ни один из них не был сбит ракетами AIM-9:
- 14 августа 1958 F-86 сбили один МиГ-17 46-го иап 16-й иад пилот Джоу Фу-Чун погиб;
- 8 сентября F-86 сбили один МиГ-17 54-го иап 18-й иад, пилот спасся;
- 18 сентября после воздушного боя с F-86 не вернулся один МиГ-17 52-го иап 18-й иад, пилот Хан Ю-Ен погиб;
- 10 октября F-86 сбили один МиГ-17 42-го иап 14-й иад, пилот Ду Фэн Рэй погиб.

Несколько выпущенных AIM-9B не разорвались и упали на китайской территории. Ещё одну из неразорвавшихся ракет китайский «МиГ» привез в собственном фюзеляже. На их основе была создана советская ракета Р-3, послужившая началом целому семейству ракет ближнего боя.
После 1958 года
- 29 мая 1959 одиночным истребителем МиГ-17ПФ 52-го иап 18-й иад ВВС НОАК (пилот комэск Цзян Чжэлунь)[50], над китайской провинцией Гуандун, была перехвачена пара тайваньских самолётов радиоэлектронной разведки B-17G Flying Fortress 34-й аэ (б/н 835 командир Ли Дефэн и б/н 815 командир Сюй Ингуи). Двумя пушечными залпами «МиГа» с расстояния 800 метров был сбит один B-17G (б/н 815[57], в некоторых источниках ошибочно указан 835-й) весь экипаж 14 человек погиб, включая командира — подполковника Сюя Ингуи. После этого случая все тайваньские B-17 были сняты с вооружения[58], и в дальнейшем использовались самолёты RB-69 Neptune.
- 5 июля 1959 года возле тайваньских островов Белой Собаки произошёл воздушный бой восьмёрки МиГ-17 45-го иап и четвёрки F-86 11-го ак. В результате боя тайванцы заявили о двух сбитых «МиГах»[49]. Китайцы побед не заявляли, но подтвердили потерю только одного МиГ-17[52].
- 7 октября 1959 года китайский пилот Цзян Чжэлунь на МиГ-17 согласно одному из источников одержал, ещё одну победу, сбив тайваньский разведчик RB-57D[45], однако по другому источнику этот разведчик был сбит пуском ЗРК[43].
- 16 февраля 1960 года над горным районом китайской провинции Фуцзянь прошёл последний воздушный бой между восьмёркой МиГ-17 56-го иап и четвёркой F-86. Тайваньские истребители первыми выпустили ракеты AIM-9, однако «МиГи» увернулись от ракет, в свою очередь огнём пушек повредив один «Сейбр». Тайваньские пилоты заявили о сбитии одного «МиГа»[59], однако подтверждения потери «МиГа» от КНР не было[52].
- 17 января 1961 года самолёт-разведчик RB-69A Neptune (P2V-7U) ВВС Тайваня. На борту находился экипаж из 13 человек, включая командира — подполковника Ли Дефэна, также на борту был адмирал Гао Цюань. Во время ночного полёта над Фуцзянь разведчик был перехвачен истребителем МиГ-17 ВВС НОАК. Несмотря на электронные помехи во время уклонения Нептун получил несколько попаданий снарядов. Было поражено левое крыло, левый двигатель и бомбовая дверь. Повреждённый самолёт смог выполнить посадку на авиабазе Синьчжу[60].
- 2 августа 1961 года китайский МиГ-17Ф атаковал тайваньский разведчик RF-101A Voodoo. Самолёт был добит китайской зенитной артиллерией[45].
- 20 июня 1963 года в районе провинции Цзянси истребитель МиГ-17ПФ 24-й иад ВВС НОАК сбил самолёт радиоэлектронной разведки RB-69A Neptune (б/н 739, с/н 726-7105, 34-й аэ) ВВС Тайваня. Противнику при помощи помех удавалось несколько раз срывать работу РЛС «МиГа», но каждый раз китайский лётчик Ван Вэнь-Ли восстанавливал контакт. Весь экипаж 14 человек погиб, включая командира — подполковника Чжоу И-Ли[50].
- 11 июня 1964 года по заявлениям западных источников в районе округа Яньтай китайским истребителем МиГ-17 был сбит самолёт радиоэлектронной разведки RB-69A Neptune (с/н 726-7047, 34-й аэ) ВВС Тайваня. Весь экипаж 14 человек погиб, включая командира — Сунь Ичэна[43]. Однако, по китайским данным, его сбил пилот ВМС НОАК комэск Чен Генфа, пилотировавший истребитель типа МиГ-15[61].
- 9 января 1966 года над территорией Тайваня в районе тайваньского пролива пара китайских МиГ-17 (пилоты Ли Чуан-Гуан и Ху Инь-Фа) под прикрытием пары МиГ-19 70-го иап 24-й иад ВВС НОАК перехватила самолёт HU-16A Albatross (б/н 1021, с/н G-24) ВМС Тайваня. На борту находилось три китайских дезертира, совершивших преступление во время угона небольшого судна, и шесть или восемь тайванцев. «Семнадцатые» открыли огонь и сбили самолёт, все находившиеся на борту погибли[50], в том числе командир — Чен Бингруй[43].

Итоги применения
Из указанных выше данных известно о не менее чем 12 тайваньских самолётах сбитых китайскими МиГ-17, не считая повреждённых. При этом безвозвратные потери от огня вражеских самолётов составили 5 «семнадцатых», также не считая повреждённых.
Против американской авиации
- 22 августа 1956 года одиночный китайский МиГ-17 сбил недалеко от Шанхая патрульный самолёт P4M-1Q Mercator (с/н 124362) ВМС США. Самолёт упал возле острова Кушань, все 16 членов экипажа погибли[62], включая командира — лейтенант-коммандера Мильтона Хатчинсона[50].

### Арабская весна
Применялись в ходе революций и переворотов в арабских странах в ходе попыток создания Объединённой Арабской Республики.
18 ноября 1963 года в Ираке в ходе государственного переворота МиГ-17Ф сбили истребитель Hunter. Воздушный бой проходил в районе столицы, «Хантер» пилотом которого был подполковник Мунтир аль-Виндави, пытался помешать паре «МиГов» (ведущий Нимаа Дулайми) разбомбить здание Национальной Гвардии. В результате боя «Хантер» был сбит «МиГом», подполковник Виндави катапультировался.

### Война во Вьетнаме

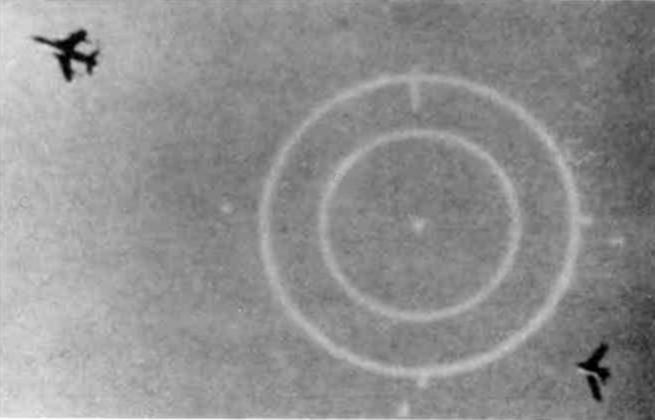
Северовьетнамский МиГ-17 в воздушном бою с американскими F-105

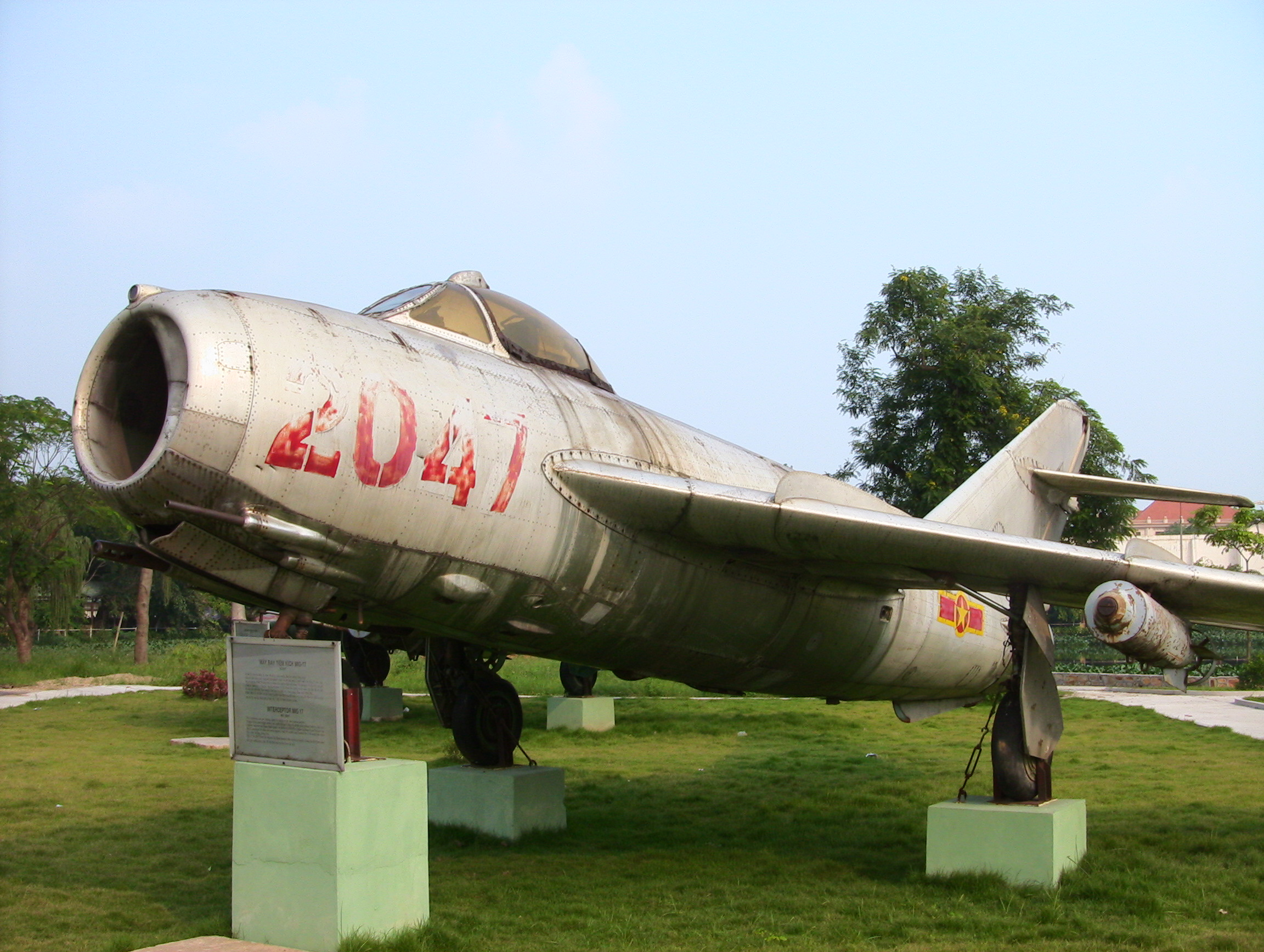
Этот северовьетнамский МиГ-17 участвовал в налёте на американские эсминцы

МиГ-17 принимали участие в войне на стороне ДРВ, Камбоджи и КНР.
ВВС ДРВ
4 апреля 1965 года вьетнамским лётчики Фам Гиай, Ле Минь Хуан, Чан Нгуен Нам и Чан Хань, на истребителях МиГ-17Ф в воздушном бою сбили над мостом Тхань Хоа «Пасть дракона» два Ф-105Д. При этом трое из перечисленных лётчиков погибли, два не от огня противника[что?] и один по неизвестной причине (по свидетельству Чан Ханя, все трое лётчиков погибли в ходе воздушного боя в условиях численного превосходства американцев). В честь этой победы в Северном Вьетнаме был учреждён праздник «День авиации».
За все годы войны северовьетнамские истребители МиГ-17 совершили около 2000 боевых вылетов. По русскоязычным данным, в воздушных боях было сбито 143 американских летательных аппарата, при потере 75 МиГ-17. По западным данным ДРВ потеряла в воздушных боях около 110 МиГ-17.
Кроме сбитых истребителей и штурмовиков, северовьетнамские МиГ-17 записали на свой счёт один сбитый самолёт-разведчик, один вертолёт и один БПЛА. 29 июля 1966 года RC-47D ВВС США выполнял разведывательную операцию «Dogpatch» в районе Сам Нео в Лаосе. В ходе выполнения операции американский самолёт пересёк границу ДРВ в провинции Хоабинь. На перехват были подняты МиГ-17Ф 923-го полка. Пилот МиГ-17 Лыу Хуа Бинь сбил «Дакоту» в 35 километрах от города Хоабинь. Все восемь членов экипажа числятся пропавшими без вести. 9 марта 1971 года БПЛА AQM-34 ВВС США был сбит пушечным огнём северовьетнамского МиГ-17, пилотируемым Лыонг Дык Чыонгом, который при этом погиб.
19 апреля 1972 года пара северовьетнамских МиГ-17 совершила налёт на американский флот, ведущий огонь по побережью. Один из эсминцев получил прямое попадание бомбы ФАБ-250 в орудийную установку, которая была полностью разрушена.
Королевские ВВС Камбоджи
Камбоджа с 1964 года получила 12 советских МиГ-17Ф и 6 китайских J-5A. Они вытесняли из воздушного пространства южновьетнамские и американские самолёты нарушители. Известные случаи:
- 21 марта 1964 года в районе провинции Ратанакири истребителями МиГ-17 (пилоты к-н Пенн Ранда и к-н Паль Сам Ор) были перехвачены два штурмовика A-1 Skyraider ВВС Южного Вьетнама. Капитан Сам Ор сделал предупредительную очередь, после которой нарушители вынуждены были покинуть воздушное пространство Камбоджи[73];
- Несколько раз кхмерские истребители МиГ-17 перехватывали в своём воздушном пространстве истребители F-100 Super Sabre ВВС США, однако те почти сразу же покидали воздушное пространство, дело никогда не доходило даже до предупредительного огня[73].

В 1970 году Камбоджа изменила политический курс. Один МиГ-17 был передан американским специалистам. 14 марта 1970 года этот «МиГ» на аэродроме Плейку был уничтожен огнём северовьетнамских миномётчиков. Из за недостатка запчастей кхмеры попросили американцев модернизировать их «МиГи», на них были установлены пилоны для крепления бомб Mk.82 и 12.7 мм американские пулемёты. 21 января 1971 года северовьетнамский спецназ совершил разрушительный рейд на главную авиабазу кхмеров Почентонг, на которой взорвал практически всю авиацию Камбоджи, включая большую часть МиГ-17.
ВВС КНР
Китайские МиГ-17 (в китайской версии J-5) тоже внесли вклад в эту войну:
- 9 апреля 1965 года произошёл первый в истории результативный воздушный бой истребителей МиГ-17 и F-4 «Фантом». В этот день четвёрка МиГ-17 ВВС НОАК была поднята на перехват целей приближающихся в острову Хайнань. Ими были перехвачены несколько истребителей F-4 из эскадрильи VF-96 ВМС США. В ходе боя обе стороны атаковали друг друга, «Фантомы» выпустили 11 ракет «воздух-воздух», «семнадцатые» атаковали пушками. В результате после боя на аэродромы вернулись все четыре МиГ-17, а у американцев не вернулся один F-4B Phantom (б/н 151403, с/н 365), пилоты которого младший лейтенант Терренс Мёрфи и энсин Рональд Феган погибли. По разным американским данным «Фантом» был сбит ракетой AIM-7, выпущенной своими же товарищами, при этом сами товарищи сбившие лейтенанта Мёрфи приняли его падающий самолёт за сбитый «МиГ», и собственный же самолёт Мёрфи приняли за его же воздушную победу[75]. В американских источниках встречается версия что «Фантом» мог быть также поражён пушечным огнём «МиГа»[76].
- 14 февраля 1968 года американский штурмовик A-1H Skyraider ВМС США (с/н 134499) нарушил воздушное пространство КНР. Поднятая на перехват пара китайских МиГ-17 18-го иап 6-й иад сбила нарушителя над морем, американский пилот младший лейтенант Джозеф Данн погиб[77]. Победу одержали китайские пилоты Вулу Чен и Шинуй Ванг[78].
- 10 февраля 1970 года американский транспортный самолёт C-130 Hercules поднялся с авиабазы Да Нанг и запустил БПЛА AQM-34 Firebee 350-й стратегическо-разведывательной эскадрильи ВВС США для совершения разведывательного полёта над островом Хайнань. В районе Лэдун его перехватила пара истребителей МиГ-17 4-го иап 8-й иад ВВС НОАК. «Файрби» был сбит, победу одержали китайские пилоты капитан Чжоу Синьчэн и замком эскадрильи Ци Тэци[79]. Это был единственный БПЛА сбитый китайскими МиГ-17[80], а также последний летательный аппарат, сбитый лётными частями НОАК.

Таким образом, из указанных выше данных, известно о трёх американских летательных аппаратах (один мог быть сбит самими американцами) потерянных при столкновениях с китайскими МиГ-17. О каких либо подтверждённых потерях китайских «семнадцатых» информации нет.

### Арабо-израильский конфликт
Суэцкий кризис

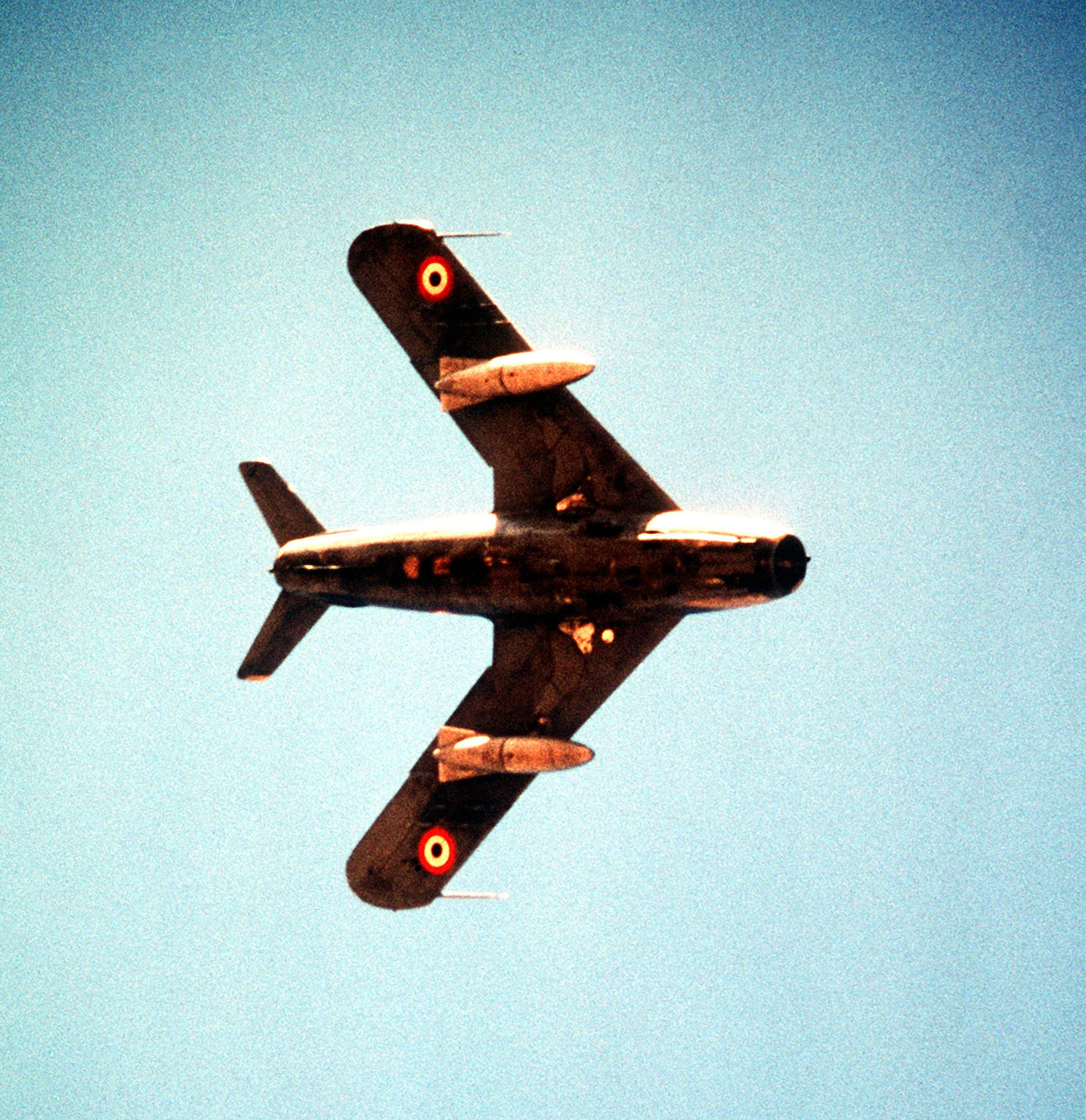
Египетский МиГ-17

Арабские МиГ-17 широко применялись в ряде военных конфликтов, первым из которых стали боевые действия в Египте осенью 1956 года. Воздушными противниками МиГ-17Ф в этой войне стали французские истребители «Дассо Мистэр IV» и «Ураган». ВВС Египта располагали всего 12 самолётами МиГ-17Ф, которые в результате сыграли в этой войне значительно меньшую роль по сравнению с намного большим по численности парком истребителей МиГ-15бис. По египетским данным, в воздушном бою над аэродромом Кабрит тремя самолётами МиГ-17Ф было сбито три израильских истребителя «Мистэр IV», причём египетские самолёты потерь не понесли. По западным данным один из трёх атакованных «Мистэр IV» получил повреждения), указывая в свою очередь, что в число общих потерь египетских ВВС за все время боевых действий входит один МиГ-17Ф, сбитый в воздушном бою (сбитие «МиГа» не подтверждается). Кроме того, 3 ноября истребитель Wyvern S.4 (б/н WN330) ВМС Великобритании во время атаки на египетский мост был перехвачен и сбит истребителем МиГ-17Ф 1-й аэ ВВС Египта, пилотируемым советским лётчиком.
Дальнейшая служба
После войны также произошёл ряд воздушных боёв. Известные случаи:
- 20 декабря (или октября) 1958 года пилот израильского истребителя Mystere IVA 101-й аэ Яков Нево сбил египетский МиГ-17Ф[84][85];
- 4 ноября 1959 года израильский истребитель Super Mystere B2 (б/н 30) был потерян в воздушном бою с египетским МиГ-17. Израильский пилот Давид Иври (будущий командующий ВВС Израиля) катапультировался и был спасён[86]. Победу одержал египетский пилот Фарук ель-Газзави;
- 14 февраля 1960 года израильский истребитель Mystere IVA был сбит египетским МиГ-17[86];
- 28 апреля 1961 года пилот израильского истребителя Super Mystere B2 105-й аэ Цур Бен-Барак сбил египетский МиГ-17Ф[84][85];
- В ноябре 1965 года израильский истребитель Mirage IIICJ получил повреждения пушечным огнём египетского МиГ-17Ф 2-й аэ (пилот Н. аль-Масри)[81].

Таким образом, обе стороны претендовали на две воздушных победы, не считая повреждённых.
Шестидневная война
Перед началом шестидневной войны 1967 года у Египта имелось 47 МиГ-17 в боеспособном состоянии. Несколько поменьше было у Сирии.
Воздушные бои с участием египетских МиГ-17:
- 5 июня четыре египетских МиГ-17 были сбиты израильскими истребителями «Мираж» и «Ураган». Один из пилотов Махмуд аль-Хадиди катапультировался над своей территорией[87][88];
- 7 июня израильский «Супер Мистэр» B2 был сбит истребителем МиГ-17. Пилот Игаль Шохат катапультировался и был спасён[89]. Три египетских МиГ-17 сбиты «Миражами»[88];
- 8 июня египетский МиГ-17 был сбит израильским истребителем «Мираж». Пилот Вафик Толан погиб[87];
- 8 июня израильский «Мистэр» IV был сбит истребителем МиГ-17[89];
- 9 июня два египетских МиГ-17 были сбиты израильским истребителем «Мираж». Пилот Зухаир Шалаби погиб[87][90].

Таким образом египетские МиГ-17 сумели сбить 2 израильских самолёта, потеряв в воздушных боях 10 своих.
Война на истощение

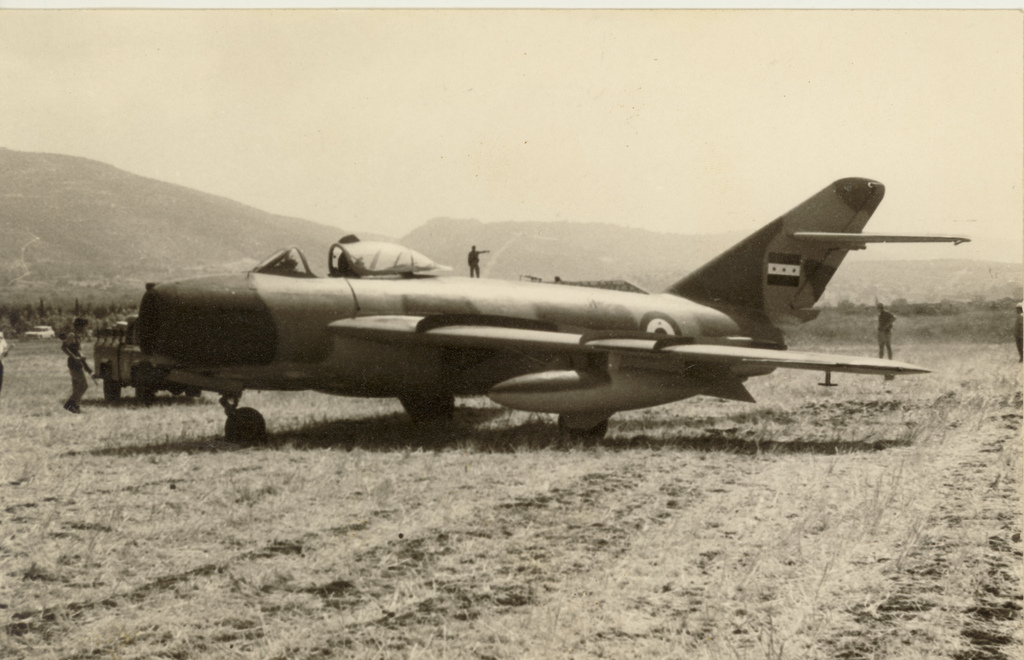
Сирийский МиГ-17, севший на израильском аэродроме в 1968 году и ставший трофеем

МиГ-17 египетских ВВС было решено перенацелить на выполнение штурмовых операций. Завоевание господства в воздухе стало второстепенной для них задачей, вследствие чего они понесли большие потери от израильских истребителей.
В период войны на истощение по израильским утверждениям арабы по всем причинам потеряли 28 МиГ-17. Широкие подробности применения против наземных целей в той войне малоизвестны. Например, 20 июля четвёрка египетских МиГ-17 разбомбила позиции ЗРК HAWK в районе Романи, один радар и как минимум одна ракетная установка были уничтожены, в этот же день МиГ-17 уничтожили склад боеприпасов в районе Кантары. Потери за день составили один МиГ-17 разбившийся во время маневрирования над Исмаилией. Сирия ещё применяла МиГ-17 для обеспечения ПВО, после потери трёх «МиГов» в одном бою в 1969 году советскими советниками было рекомендовано снять их с дежурства.
Война Судного дня
Первый инцидент произошёл 5-го октября ещё до начала войны. Днём одиночный египетский МиГ-17 несколько раз пересекал воздушное пространство, контролируемое израильтянами, однако попытки сбить его не увенчались успехом.
В ходе войны Судного дня МиГ-17 применялись в основном в роли штурмовиков для ударов по наземным целям.
Около полусотни египетских МиГ-17 наносили удар 6 октября, в ходе удара было потеряно 6 штурмовиков МиГ-17. В районе Шарм Эль Шейха двумя «Фантомами» было сбито 5 из них, однако были нанесены значительные потери противнику, был выведен из строя израильский пункт управления батареи ЗРК HAWK, радиодальномер и РЛС подсвета цели. В дальнейшем «МиГи» нанесли ещё множество авиаударов. Например, под удар египетских МиГ-17 попало расположение израильских БПЛА производства США  «Чукар» в прифронтовой зоне. 8 октября 1973 года МиГ-17Ф 61-й эскадрильи нанесли удар по колонне выдвигающейся к каналу, было выведено из строя 14 единиц израильской бронированной и колёсной техники. 14 октября в северной части Синая МиГ-17Ф 62-й аэ поразили полевой склад боеприпасов. Попадания 76-мм неуправляемых ракет «Сакр» привели к сильной детонации на складе. 17 октября египетские «МиГи» совершали атаки по израильской понтонной переправе в районе Деверсуара, переправлявшей танки на западный берег. В одной из атак МиГ-17 вывели из строя плавучий паром Gillois.
Согласно западным источникам во время войны Судного дня потери египетских и сирийских МиГ-17 от израильских истребителей составили 27 самолётов (8 сбиты «Фантомами», 10 «Нешерами» и 9 «Мираж III»). Египетским и сирийским пилотам удалось сбить 4 израильских самолёта (два A-4, один F-4 и один «Нешер»). Сирийские МиГ-17 произвели в ходе войны 832 боевых вылета. Ирак также применял свои МиГ-17 в ходе войны Судного дня. 18 октября 1973 года иракский пилот в воздушном бою сбил израильский истребитель «Фантом». Потерь от действий израильской авиации иракские МиГ-17 не имели.

### КНДР
20 апреля 1961 истребитель F-86 «Сейбр» ВВС Южной Кореи, пилотируемый американским военным советником подполковником Делином Андерсоном по неизвестной причине вторгся в воздушное пространство Северной Кореи. Поняв свою ошибку, он повернул назад, но было уже поздно, F-86 был настигнут и атакован сзади северо-корейскими МиГ-17. В результате полученных повреждений «Сейбр» упал, пытаясь выполнить вынужденную посадку на авиабазе Кунсан. Американский пилот погиб.
27 апреля 1965 года пара МиГ-17ПФ ВВС КНДР вылетела на перехват реактивного разведывательного самолёта RB-47H Stratojet ВВС США, нарушившего воздушное пространство. Самолёт-разведчик был тяжело повреждён несколькими попаданиями 23-мм снарядов, но выполнил противоистребительный манёвр и огнём кормовой установки отогнал «МиГи», при этом кормовой стрелок заявил, что сбил один МиГ-17. Подбитый американский самолёт совершил вынужденную посадку на авиабазе Йокота в Японии, из-за полученных повреждений самолёт с бортовым номером «53-4290» восстановлению не подлежал.

### Нигерия
В августе 1967 года для борьбы с боевиками самопровозглашённой республики Биафра в Нигерию было поставлено шесть истребителей МиГ-17. Позже прибыли ещё несколько «семнадцатых» польского производства. Пилотировали «МиГи» в основном английские и египетские наёмные пилоты. ВВС Биафры поначалу составляли захваченные пассажирские самолёты, использующиеся в качестве бомбардировщиков, и несколько B-25 и B-26.
- В сентябре один из немногих B-26 был уничтожен нигерийскими «МиГами» на аэродроме Ониджа.
- В октябре 1968 года нигерийскими «МиГами» на аэродроме в Ули был уничтожен транспортный DC-7B (с/н 45308)[106].
- 21 (или 16) марта 1969 года разбился биафрийский транспортный самолёт DC-3 (б/н 704B) во время перехвата нигерийским МиГ-17Ф после нарушения воздушной границы. Командиром рухнувшего самолёта по всей видимости был Эмане Нгву[107]. Есть информация что «МиГами» в этот день был сбит ещё один самолёт[108].
- В мае 1969 года нигерийские МиГ-17 ракетами в Ули уничтожили C-97G «Стратокрузер» (c/н 16710), нелегально доставивший грузы боевикам Биафры[109].
- 2 июня 1969 года нигерийские МиГ-17 ракетами уничтожили на авиабазе Ули транспортный DC-6 (с/н 43130), нелегально доставивший грузы боевикам Биафры.
- 5 июня 1969 года южноафриканский наёмник английской национальности на МиГ-17 ВВС Нигерии сбил самолёт DC-7B (с/н 45401), нарушивший установленный коридор полёта и не подчинившийся приказам патрульного самолёта.[110] На месте крушения было найдено оружие. Международная организация «Красный Крест» заявила, что самолёт принадлежал ей, однако объяснить действия пилота и наличие оружия на самолёте не смогла. Это единственная воздушная победа, одержанная на МиГ-17 англичанином.
- В июле 1969 года ракетами с МиГ-17Ф был уничтожен на стоянке в Ули транспортный С-54 «Скаймастер».
- 19 июля 1969 года возле порта Харкорт разбился нигерийский МиГ-17, английский пилот погиб[111].
- В сентябре 1969 года биафрийцы приобрели несколько штурмовиков AT-6 Harward. Один из них был уничтожен на аэродроме огнём пушек МиГ-17Ф, пилотируемого египетским пилотом Набилем Шахри.
- 2 ноября 1969 года бомбами с МиГ-17Ф в Ули был уничтожен ещё один транспортный DC-6A (с/н 45375).
- 28 ноября 1969 года тройка биафрийских штурмовиков MFI-9B атаковала нигерийскую базу Обрикон. На следующий день, поднятая с аэродрома порт Харткорт пара МиГ-17Ф (английские пилоты Арес Клутвук и Пол Мартин, б/н NAF621 и б/н NAF624) вычислила аэродром Озубулу, куда только что вернулись два уцелевших MFI-9. Бифарийский пилот Сэмми успел в последней момент выскочить из кабины штурмовика, прежде чем его самолёт взорвался после пушечного захода «МиГа», следующим заходом был расстрелян последний уцелевший MFI-9, его пилот Фридрих Херц уцелел, спрятавшись в лесу[112].
- В начале декабря нигерийские МиГи совершили налёт на биафрийский аэродром Орлу. Один из МиГ-17 попал одной бомбой в стоянку штурмовиков MFI-9[англ.] уничтожив два и повредив один.
- 17 декабря 1969 года нигерийские МиГ-17Ф уничтожили в Ули транспортный L-1049[113][114].

В итоге с помощью МиГ-17 были разгромлены как транспортная, так и боевая авиация Биафры. Ни один МиГ-17 не был сбит в ходе войны, только два самолёта получили повреждения на земле от ударов винтовых самолётов, первый 22 мая 1969 года во время налёта MFI-9 на авиабазу Харкорт, второй 10 ноября во время налёта AT-6 снова на эту авиабазу (уничтожен). По другим данным, как минимум один МиГ-17 был уничтожен на земле ударом MFI-9.

### Уганда
В 1976 году в ходе операции «Энтеббе» по освобождению захваченных палестинскими террористами заложников в Уганде израильский спецназ для предотвращения атаки своих самолётов, атаковал стоявшую на аэродроме авиатехнику Уганды. В количестве пострадавшей техники источники расходятся в цифрах. По данным Тома Купера было уничтожено как минимум четыре МиГ-17 ВВС Уганды. В то же время по данным самих израильских спецназовцев ими было обстреляно не больше 3 самолётов МиГ-17 и ещё 5 другой модели, в результате пулемётного огня по ним некоторые из них загорелись (какие именно не уточняется, известно о ряде уничтоженных МиГ-21).
В 1978—1979 годах два угандийских МиГ-17 были сбиты в ходе войны с Танзанией, в том числе один сбит ПЗРК "Стрела-2".

### Война за Огаден
Активно применялся в ходе войны между Эфиопией и Сомали в 1977—1978 годах.
Столкновения авиации против авиации, с участием МиГ-17:
- 21 июля 1977 года в ходе начального этапа сражения за Джиджигу на территории городского аэродрома ударом пары МиГ-17 ВВС Сомали был уничтожен самолёт DC-3 (командир экипажа Мулату Деста), прилетевший для эвакуации;
- 26 июля 1977 года над территорией Эфиопии парой МиГ-17 ВВС Сомали был сбит самолёт C-47 (экипаж к-н Ашаоре Мокореу и к-н Варкен-Вольде Мариам) ВВС Эфиопии. Экипаж взят в плен сомалийцами[122];
- 3 августа 1977 года сомалийский МиГ-17 был сбит эфиопским истребителем F-5A[123].

Таким образом, МиГ-17 в ходе столкновений с авиацией в ходе войны уничтожили два транспортных самолёта типа «Дакота» (на земле DC-3 и сбит C-47). За первый месяц войны в воздушных боях с эфиопскими истребителями было сбито два МиГ-17 (о потерях по другим причинам и в дальнейшем нет информации).

### Другие страны
Йеменские и египетские МиГ-17 принимали активное участие в ходе гражданских войн в Йемене. Самолёты в основном пилотировали советские и египетские пилоты.

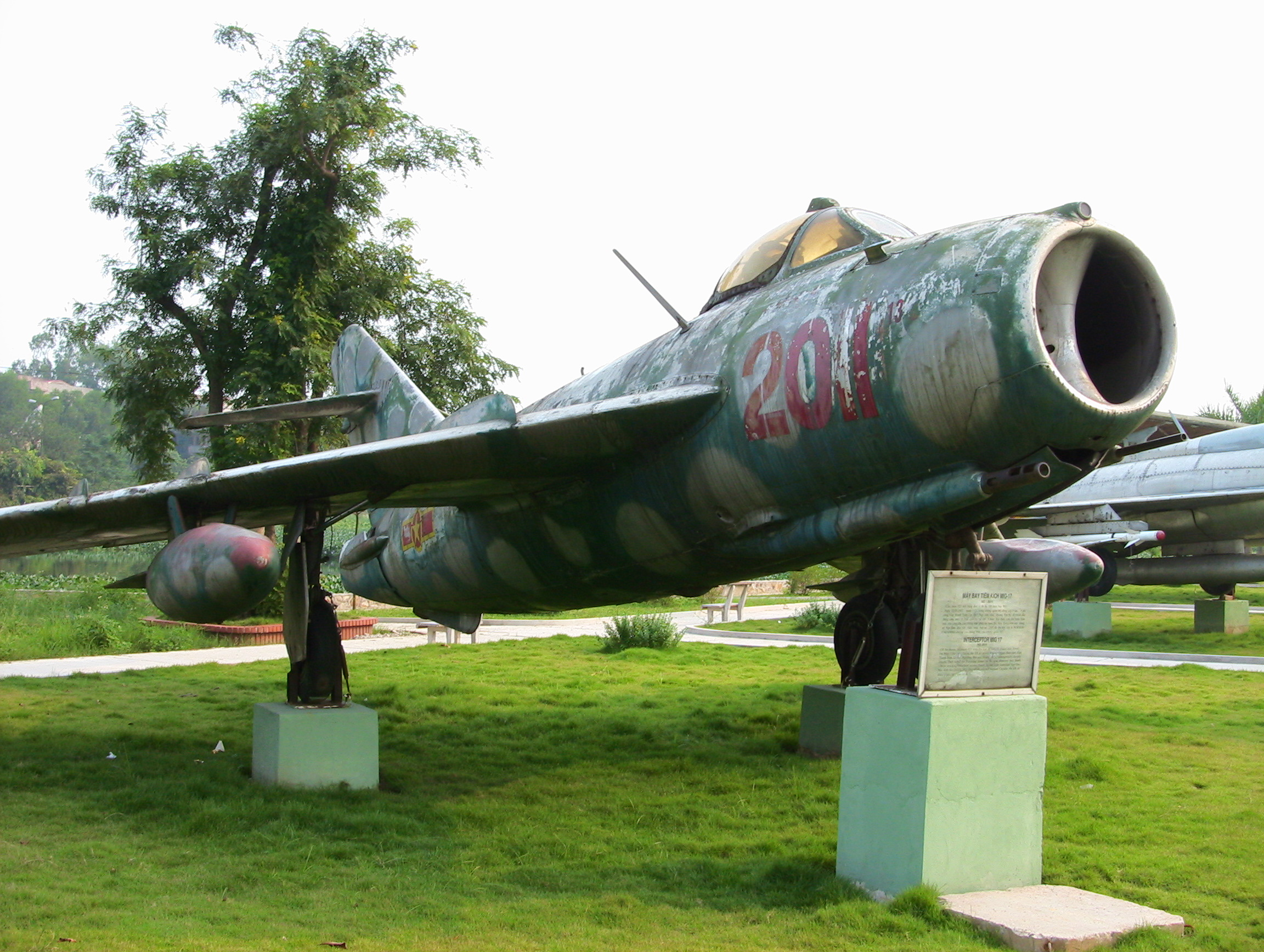
Северовьетнамский МиГ-17. На нём летало несколько пилотов, которые одержали 9 воздушных побед, в том числе над F-4 «Фантом», сбитый 12 мая 1967 года

В 1979 году МиГ-17 ВВС Гвинеи-Бисау сбил южноафриканский самолёт PA-24 Comanche.

### Асы МиГ-17
| Пилот           | Страна  | Количество побед | Комментарии                                |
| --------------- | ------- | ---------------- | ------------------------------------------ |
| Нгуен Ван Бай   | Вьетнам | 7                | 2 F-8, 1 F-4, 1 F-105 и 1 A-4 подтверждены |
| Нгуен Ньят Чиеу | Вьетнам | до 6             | 1 F-4 подтвержден; 1 раз был сбит          |
| Ле Хай          | Вьетнам | 6                | 2 F-4 подтверждены                         |
| Лыу Хюи Тяо     | Вьетнам | 6                | 1 RC-47 подтверждён                        |

## Лётно-технические характеристики
Приведены ЛТХ самолета по данным государственных испытаний
Технические характеристики
- Экипаж: 1 человек
- Пассажировместимость: нет
- Длина: 11,09 м
- Размах крыла: 9,628 м
- Высота: 3,8 м
- Площадь крыла: 22,6 м²

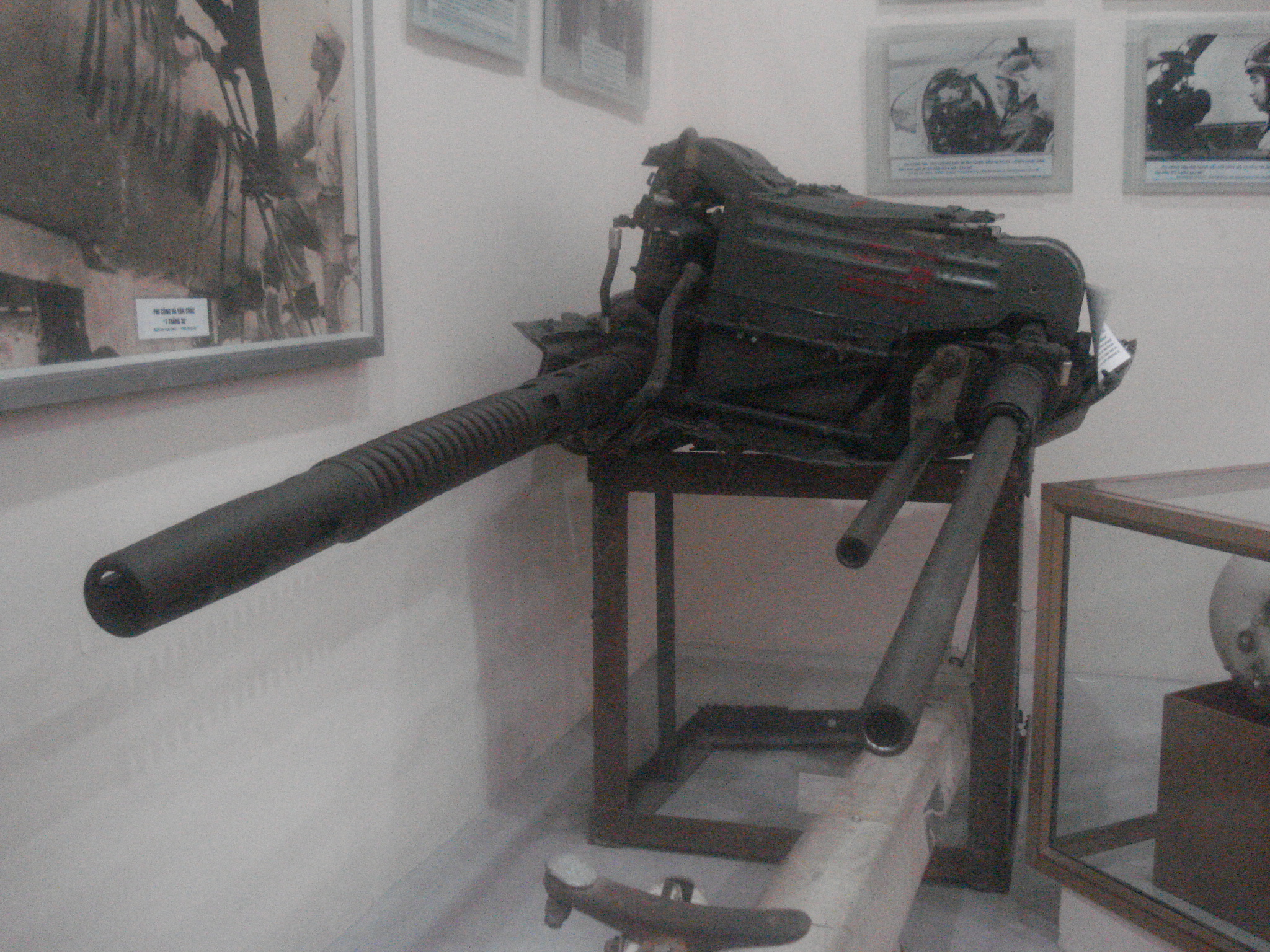
Вооружение истребителя МиГ-17

- Угол стреловидности по передней кромке: 49°
- Коэффициент удлинения крыла: 4,08
- Коэффициент сужения крыла: 1,23
- Профиль крыла: ЦАГИ С-12А у корня крыла, ЦАГИ СР-11 - законцовки
- Средняя аэродинамическая хорда: 2,19 м
- База шасси: 3,368 м
- Колея шасси: 3,849 м
- Масса пустого: 3798 кг
- Нормальная взлётная масса: 5340 кг
- Максимальная взлётная масса: 6072 кг[128]
- Объём топливных баков: 1412 л (+ 800 л в 2 ПТБ)
- Масса топлива во внутренних баках: 1173 (1837 с ПТБ)[129]
- Силовая установка: 1 × ТРД ВК-1А
- Тяга: 1 × 2700 кгс (26,5 кН)
- Коэффициент лобового сопротивления при нулевой подъёмной силе: 0,0144[130]

Лётные характеристики
- Максимально допустимая скорость: 1200 км/ч (М=1,15)
- Максимальная скорость: 1114 км/ч[131]
- Посадочная скорость: 170—190 км/ч
- Практическая дальность:  
  - на высоте 5000 м: 700 км / 1010 км с ПТБ
  - на высоте 10000 м: 1165 км / 1735 км с ПТБ
- Продолжительность полёта на 12000 м: 1 ч 52 мин / 2 ч 55 мин с ПТБ
- Практический потолок: 15 600 м
- Скороподъёмность: 30,5 м/с на 5000 м
- Время набора высоты:
  - 5000 м за 2,0 мин
  - 10000 м за 5,1 мин
- Нагрузка на крыло: 236,3 кг/м²
- Тяговооружённость: 0,51
- Длина разбега: 535 м
- Длина пробега: 825 м
- Аэродинамическое качество: 13,6[130]
- Максимальная эксплуатационная перегрузка: + 8g[132]

Вооружение
- Стрелково-пушечное:  
  - 1 × 37 мм пушка Н-37Д с 40 патр.
  - 2 × 23 мм пушки НР-23 с 80 патр. на ствол
- Точки подвески: 2-4
- Управляемые ракеты: до 4 × РС-1У у МиГ-17ПФУ
- Бомбы: 2 × 50 кг или 100 кг или 250 кг

## В компьютерных играх
На Миг-17 можно «полетать» в авиасимуляторах War Thunder и Jane’s Fighters Anthology.
Миг-17 также есть в Battlefield Vietnam, как самолёт ВВС Вьетнама.
Слегка изменённый Миг-17 можно найти в Grand Theft Auto Online, под названием V-65 molotok.  Самолёт был добавлен вместе с дополнением "Контрабандисты"

## МиГ-17 памятники
| Тип       | Бортовой номер | Местонахождение | Изображение          |
| --------- | -------------- | --- | -------------------- |
| Миг-17    |                | Самолёт-памятник Туркмения г. Безмеин |                      |
| Миг-17    |                | Самолёт-памятник МиГ-17 ст. Калининская, Краснодарский край, Россия |                      |
| МиГ-17    |                | Памятник «Покорителям космоса» (1977), Жезказган, Казахстан |                      |
| МиГ-17    |                | Самолёт-памятник, Челябинск; на выходе из нового здания аэропорта, напротив гостиницы "Аэропорт" |                      |
| МиГ-17    |                | Самолёт-памятник Беларусь, г. Мозырь., на городском холме по ул. Интернациональная. |                      |
| МиГ-17Ш   |                | Мемориал в Минске в честь лётчиков, погибших при освобождении Белоруссии.. Расположен возле гимназии № 30 (бывш. СШ № 65) имени Героя Советского Союза Б. С. Окрестина. |                      |
| МиГ-17ПФ  |                | Самолёт-памятник вРостове-на-Дону, Ростовская область, Россия. Памятник посвящён лётчикам и установлен в честь Победы в Великой Отечественной войне. |                      |
| МиГ-17    |                | Самолёт-памятник в Сальске, Ростовская область, Россия. Установлен возле дома пионеров. |                      |
| МиГ-17Ф   |                | Самолёт-памятник в г. Нижний Новгород, на ул. Ярошенко |                      |
| МиГ-17    | 10             | Самолёт-памятник в г. Нижний Новгород, возле аэропорта Стригино |                      |
| МиГ-17    | 9              | Самолёт-памятник в п. Шатки Нижегородской области России, мемориальный комплекс «Никто не забыт, Ничто не забыто» |                      |
| МиГ-17Ф   | 80             | с. Прохоровка, Каневский район, Украина. Территория базы отдыха |                      |
| МиГ-17    |                | Самолёт-памятник МиГ-17 в городском парке города Чернушка Пермского края, Россия |                      |
| МиГ-17    | 39             | Самолёт-памятник МиГ-17 в городе Вязьма. На этом самолёте в 1972-73 гг. проходила лётную подготовку Дважды Герой Советского Союза лётчик-космонавт СССР Светлана Евгеньевна Савицкая. |                      |
| МиГ-17    |                | Памятник лётчикам в Брянске |                      |
| МиГ-17    | 30             | Памятник лётчикам в Орле у бывшей базы ВВС 472-го истребительного авиационного полка. Открыт в честь 30-летия освобождения города от нацистской оккупации. |                      |
| МиГ-17Ф   |                | Самолёт-памятник в деревне Истомино, Балахнинский район, Нижегородская область |                      |
| МиГ-17    | 01             | Самолёт-памятник в парке Победы г. Казань |                      |
| МиГ-17    |                | Самолёт-памятник на городском кладбище г. Сердобска. |                      |
| МиГ-17    | 01 синий       | Самолёт-памятник в Новосибирске. Установлен 15 августа 2013 г. в сквере Авиаторов, ранее самолёт стоял на территории завода им. Чкалова, ранее выпускавшем МиГ-17 |                      |
| МиГ-17    |                | Монумент «Самолёт» в Ставрополе. Был установлен перед Ставропольским высшим военно-авиационным училищем, в настоящее время там располагается Ставропольское президентское кадетское училище Ставрополя. «Советским лётчикам — людям самой гордой и мужественной профессии»                                                                      |                      |
| МиГ-17    | 40 (красный)   | Самолёт-памятник авиаторам Волховского фронта в честь 40-летия победы. Великий Новгород, ул. Большая Санкт-Петербургская, 86 |                      |
| МиГ-17    |                | Экспонат Музея авиации (город Курган). |                      |
| МиГ-17    |                | Самолёт-памятник на территории воинской части ВВС РФ в г. Канск Красноярского Края. |                      |
| МиГ-17    |                | Самолёт-памятник на аэродроме (Домна) |                      |
| МиГ-17    |                | Самолёт-памятник в Бердянске, Украина. Установлен в честь 30-летия Победы в Великой Отечественной войне. |                      |
| МиГ-17    | 77             | Самолёт-памятник Комсомольская площадь, Новоазовск, Украина. |                      |
| МиГ-17    |                | Памятник воинам-освободителям «Самолёт» в г. Мариуполе. Памятник расположен на центральной магистрали города — пр. Ленина. Памятник представляет собой взлетающий самолёт МИГ-17, закреплённый на наклонной под 45° стреле. У основания стрелы памятная доска с надписью: «Воинам-освободителям благодарные ждановцы посвящают. 10/IX-1973 г.». |                      |
| МиГ-17    | 19             | Самолёт-памятник город Берёза Брестской области, Республики Беларусь |                      |
| МиГ-17    | 19             | Самолёт-памятник село Вербки, Павлоградского района Днепропетровской области, Украина. |                      |
| МиГ-17    |                | Самолёт-памятник в г. Сумы, Украина. |                      |
| МиГ-17    |                | Самолёт-памятник авиаторам Черноморского флота на ул. 2-й Гвардейской Армии в г. Евпатория, Крым. |                      |
| МиГ-17ПФ  |                | Самолёт-памятник, г. Приозерск, Казахстан. |                      |
| МиГ-17    |                | Самолёт-памятник в пгт. Мирный, г. Евпатория, Крым. |                      |
| МиГ-17    | 953            | Самолёт-памятник, Гдовский р-н, при съезде с трассы к дер. Любимец (военный городок «Любимец») |                      |
| МиГ-17    |                | Самолёт-памятник, с. Раздольное, Каховский район, Херсонская область Украина. |                      |
| МиГ-17    |                | Самолёт-памятник, Амдерма, Заполярный район, Ненецкий автономный округ Россия. Установлен около Дома офицеров 5 мая 1995 года. |                      |
| МиГ-17    |                | Самолёт-памятник, Сафоново-1 (Североморск-2), Мурманская область Россия. |                      |
| МиГ-17    |                | Памятник-реалия «Самолёт МиГ-17», Саранск, перекресток ул. Советская и Пролетарская. |                      |
| МиГ-17    |                | Самолёт-памятник, Федеральная автомобильная дорога М-8 «Холмогоры», недалеко от п. Туношна в Ярославской области |                      |
| МиГ-17ПФУ | 01             | Памятник советским лётчикам — участникам боёв за освобождение города Ржева, г. Ржев, микрорайон «Семь ветров» |                      |
| МиГ-17    |                | Памятник лётчикам-нарофоминцам, героическим защитникам Родины, г. Наро-Фоминск, парк Победы на Профсоюзной улице |                      |
| МиГ-17    |                | Самолёт-памятник МиГ-17, Лунинец (Беларусь) |                      |
| МиГ-17    |                | Памятник «Самолет», установлен Кагул (Молдова) |                      |
| МиГ-17    | 01             | Взмывающий в небо МиГ-17, установлен в военном городке с. Саваслейка-1, Нижегородской обл. | (недоступная ссылка) |
| МиГ-17    |                | Памятник Героям-Лётчикам, г. Енакиево |                      |
| МиГ-17    |                | Памятник-самолёт МиГ-17 на территории школы-лицея № 36 в память о героическом подвиге в небе Кореи лётчиков-истребителей 176-го и 196-го полков 324-й краснознамённой дивизии. г. Калуга |                      |

## МиГ-17 в музеях
Миг-17 находится в экспозиции выставочного комплекса «Салют, Победа»! в городе Оренбург.
МиГ-17, наряду с несколькими боевыми и учебными самолетами, находится в открытой экспозиции Национального военного музея на территории Каирской Цитадели в Каире, столице Египта.  
| Тип     | Бортовой номер | Местонахождение                                             | Изображение |
| ------- | -------------- | ----------------------------------------------------------- | ----------- |
| МиГ-17Ф | 77             | Государственный музей авиации Украины, Киев                 |             |
| МиГ-17  | 01             | Центральный музей Военно-воздушных сил РФ, Монино           |             |
| МиГ-17  |                | Музей авиации в Мадриде, Испания                            |             |
| МиГ-17  | 55             | г. Корсунь-Шевченковский, музей Корсунь-Шевченковской битвы |             |
| МиГ-17  | 05             | Музей авиации в Кургане, Россия                             |             |
| МиГ-17  | 117            | Выставочный комплекс «Салют, Победа!» в Оренбурге.          |             |